# Bunuri mobile din domeniul științele naturii clasate în patrimoniul cultural național al României aflate în județul Covasna
Acestă listă conține bunurile mobile din domeniul științele naturii clasate în Patrimoniul cultural național al României aflate la momentul clasării în județul Covasna.

## Tezaur
| Foto | Informații generale                                                            | Detalii tehnice                                                                                   | Descriere | Deținător                                 | Legături |
| ---- | ------------------------------------------------------------------------------ | ------------------------------------------------------------------------------------------------- | --------- | ----------------------------------------- | -------- |
|      | Nymphalis vaualbum vaualbum (Denis & Schiffermüller, 1775)                     | Descoperit: jud. Arad, Ineu Dimensiuni: L:45 mm; LA:60 mm;                                        |           | Muzeul Național Secuiesc, Sfântu Gheorghe | Cimec    |
|      | Nymphalis vaualbum vaualbum (Denis & Schiffermüller, 1775)                     | Descoperit: jud. Arad, Ineu Dimensiuni: L:47 mm; LA:64 mm;                                        |           | Muzeul Național Secuiesc, Sfântu Gheorghe | Cimec    |
|      | Nymphalis vaualbum vaualbum (Denis & Schiffermüller, 1775)                     | Descoperit: jud. Hunedoara, Munții Retezat Dimensiuni: L:45 mm; LA:60 mm;                         |           | Muzeul Național Secuiesc, Sfântu Gheorghe | Cimec    |
|      | Nymphalis vaualbum vaualbum (Denis & Schiffermüller, 1775)                     | Descoperit: jud. Arad, Ineu Dimensiuni: L:47 mm; LA:63 mm;                                        |           | Muzeul Național Secuiesc, Sfântu Gheorghe | Cimec    |
|      | Nymphalis vaualbum vaualbum (Denis & Schiffermüller, 1775)                     | Descoperit: jud. Hunedoara, Munții Retezat Dimensiuni: L:49 mm; LA:65 mm;                         |           | Muzeul Național Secuiesc, Sfântu Gheorghe | Cimec    |
|      | Nymphalis vaualbum vaualbum (Denis & Schiffermüller, 1775)                     | Descoperit: jud. Arad, Ineu Dimensiuni: L:45 mm; LA:60 mm;                                        |           | Muzeul Național Secuiesc, Sfântu Gheorghe | Cimec    |
|      | Nymphalis vaualbum vaualbum (Denis & Schiffermüller, 1775)                     | Descoperit: jud. Hunedoara, Munții Retezat Dimensiuni: L:45 mm; LA:64 mm;                         |           | Muzeul Național Secuiesc, Sfântu Gheorghe | Cimec    |
|      | Nymphalis vaualbum vaualbum (Denis & Schiffermüller, 1775)                     | Descoperit: jud. Hunedoara, Munții Retezat Dimensiuni: L:45 mm; LA:64 mm;                         |           | Muzeul Național Secuiesc, Sfântu Gheorghe | Cimec    |
|      | Nymphalis vaualbum vaualbum (Denis & Schiffermüller, 1775)                     | Descoperit: jud. Hunedoara, Munții Retezat Dimensiuni: L:46 mm; LA:63 mm;                         |           | Muzeul Național Secuiesc, Sfântu Gheorghe | Cimec    |
|      | Nymphalis vaualbum vaualbum (Denis & Schiffermüller, 1775)                     | Descoperit: jud. Hunedoara, Munții Retezat Dimensiuni: L:49 mm; LA:63 mm;                         |           | Muzeul Național Secuiesc, Sfântu Gheorghe | Cimec    |
|      | Nymphalis vaualbum vaualbum (Denis & Schiffermüller, 1775)                     | Descoperit: jud. Hunedoara, Munții Retezat Dimensiuni: L:44 mm; LA:59 mm;                         |           | Muzeul Național Secuiesc, Sfântu Gheorghe | Cimec    |
|      | Nymphalis vaualbum vaualbum (Denis & Schiffermüller, 1775)                     | Descoperit: jud. Hunedoara, Munții Retezat Dimensiuni: L:47 mm; LA:65 mm;                         |           | Muzeul Național Secuiesc, Sfântu Gheorghe | Cimec    |
|      | Leptidea morsei (Fenton, 1881) ssp.major (Grund, 1905)                         | Descoperit: jud. Hunedoara Dimensiuni: L: 25 mm; LA: 42 mm                                        |           | Muzeul Național Secuiesc, Sfântu Gheorghe | Cimec    |
|      | Leptidea morsei (Fenton, 1881) ssp.major (Grund, 1905)                         | Descoperit: jud. Hunedoara Dimensiuni: L: 25 mm; LA: 42 mm                                        |           | Muzeul Național Secuiesc, Sfântu Gheorghe | Cimec    |
|      | Leptidea morsei (Fenton, 1881) ssp.major (Grund, 1905)                         | Descoperit: jud. Hunedoara Dimensiuni: L: 24 mm; LA: 45 mm                                        |           | Muzeul Național Secuiesc, Sfântu Gheorghe | Cimec    |
|      | Leptidea morsei (Fenton, 1881) ssp.major (Grund, 1905)                         | Descoperit: jud. Hunedoara Dimensiuni: L: 22 mm; LA: 39 mm                                        |           | Muzeul Național Secuiesc, Sfântu Gheorghe | Cimec    |
|      | Leptidea morsei (Fenton, 1881) ssp.major (Grund, 1905)                         | Descoperit: jud. Hunedoara Dimensiuni: L: 24 mm; LA: 42 mm                                        |           | Muzeul Național Secuiesc, Sfântu Gheorghe | Cimec    |
|      | Leptidea morsei (Fenton, 1881) ssp.major (Grund, 1905)                         | Descoperit: jud. Hunedoara Dimensiuni: L: 24 mm; LA: 38 mm                                        |           | Muzeul Național Secuiesc, Sfântu Gheorghe | Cimec    |
|      | Leptidea morsei (Fenton, 1881) ssp.major (Grund, 1905)                         | Descoperit: jud. Hunedoara Dimensiuni: L: 24 mm; LA: 42 mm                                        |           | Muzeul Național Secuiesc, Sfântu Gheorghe | Cimec    |
|      | Leptidea morsei (Fenton, 1881) ssp.major (Grund, 1905)                         | Descoperit: jud. Harghita Dimensiuni: L: 24 mm; LA: 37 mm                                         |           | Muzeul Național Secuiesc, Sfântu Gheorghe | Cimec    |
|      | Leptidea morsei (Fenton, 1881) ssp.major (Grund, 1905)                         | Descoperit: jud. Covasna, com. BIXAD Dimensiuni: L: 20 mm; LA: 38 mm                              |           | Muzeul Național Secuiesc, Sfântu Gheorghe | Cimec    |
|      | Pieris ergane (Geyer, [1828])                                                  | Descoperit: jud. Caraș-Severin, BĂILE HERCULANE Dimensiuni: L: 26 mm; LA: 35 mm                   |           | Muzeul Național Secuiesc, Sfântu Gheorghe | Cimec    |
|      | Pieris mannii (Mayer, 1851), ssp. Rosii (Stefanellii, 1901)                    | Descoperit: jud. Hunedoara Dimensiuni: L: 23 mm; LA: 35 mm                                        |           | Muzeul Național Secuiesc, Sfântu Gheorghe | Cimec    |
|      | Pieris mannii (Mayer, 1851), ssp. Rosii (Stefanellii, 1901)                    | Descoperit: jud. Hunedoara Dimensiuni: L: 30 mm; LA: 40 mm                                        |           | Muzeul Național Secuiesc, Sfântu Gheorghe | Cimec    |
|      | Pieris mannii (Mayer, 1851), ssp. Rosii (Stefanellii, 1901)                    | Descoperit: jud. Hunedoara Dimensiuni: L: 26 mm; LA: 39 mm                                        |           | Muzeul Național Secuiesc, Sfântu Gheorghe | Cimec    |
|      | Pieris mannii (Mayer, 1851), ssp. Rosii (Stefanellii, 1901)                    | Descoperit: jud. Hunedoara Dimensiuni: L: 26 mm; LA: 39 mm                                        |           | Muzeul Național Secuiesc, Sfântu Gheorghe | Cimec    |
|      | Pieris mannii (Mayer, 1851), ssp. Rosii (Stefanellii, 1901)                    | Descoperit: jud. Hunedoara Dimensiuni: L: 25 mm; LA: 40 mm                                        |           | Muzeul Național Secuiesc, Sfântu Gheorghe | Cimec    |
|      | Pieris mannii (Mayer, 1851), ssp. Rosii (Stefanellii, 1901)                    | Descoperit: jud. Hunedoara Dimensiuni: L: 29 mm; LA: 42 mm                                        |           | Muzeul Național Secuiesc, Sfântu Gheorghe | Cimec    |
|      | Pieris mannii (Mayer, 1851), ssp. Rosii (Stefanellii, 1901)                    | Descoperit: jud. Hunedoara Dimensiuni: L: 25 mm; LA: 39 mm                                        |           | Muzeul Național Secuiesc, Sfântu Gheorghe | Cimec    |
|      | Pieris mannii (Mayer, 1851), ssp. Rosii (Stefanellii, 1901)                    | Descoperit: jud. Hunedoara Dimensiuni: L: 25 mm; LA: 35 mm                                        |           | Muzeul Național Secuiesc, Sfântu Gheorghe | Cimec    |
|      | Pieris mannii (Mayer, 1851), ssp. Rosii (Stefanellii, 1901)                    | Descoperit: jud. Hunedoara Dimensiuni: L: 31 mm; LA: 43 mm                                        |           | Muzeul Național Secuiesc, Sfântu Gheorghe | Cimec    |
|      | Pieris mannii (Mayer, 1851), ssp. Rosii (Stefanellii, 1901)                    | Descoperit: jud. Hunedoara Dimensiuni: L: 28 mm; LA: 42 mm                                        |           | Muzeul Național Secuiesc, Sfântu Gheorghe | Cimec    |
|      | Pieris mannii (Mayer, 1851), ssp. Rosii (Stefanellii, 1901)                    | Descoperit: jud. Hunedoara Dimensiuni: L: 28 mm; LA: 42 mm                                        |           | Muzeul Național Secuiesc, Sfântu Gheorghe | Cimec    |
|      | Pieris mannii (Mayer, 1851), ssp. Rosii (Stefanellii, 1901)                    | Descoperit: jud. Hunedoara Dimensiuni: L: 27 mm; LA: 40 mm                                        |           | Muzeul Național Secuiesc, Sfântu Gheorghe | Cimec    |
|      | Pieris mannii (Mayer, 1851), ssp. Rosii (Stefanellii, 1901)                    | Descoperit: jud. Hunedoara Dimensiuni: L: 36 mm; LA: 44 mm                                        |           | Muzeul Național Secuiesc, Sfântu Gheorghe | Cimec    |
|      | Pieris mannii (Mayer, 1851), ssp. Rosii (Stefanellii, 1901)                    | Descoperit: jud. Hunedoara Dimensiuni: L: 25 mm; LA: 32 mm                                        |           | Muzeul Național Secuiesc, Sfântu Gheorghe | Cimec    |
|      | Pieris mannii (Mayer, 1851), ssp. Rosii (Stefanellii, 1901)                    | Descoperit: jud. Hunedoara Dimensiuni: L: 31 mm; LA: 40 mm                                        |           | Muzeul Național Secuiesc, Sfântu Gheorghe | Cimec    |
|      | Pieris mannii (Mayer, 1851), ssp. Rosii (Stefanellii, 1901)                    | Descoperit: jud. Hunedoara Dimensiuni: L: 28 mm; LA: 40 mm                                        |           | Muzeul Național Secuiesc, Sfântu Gheorghe | Cimec    |
|      | Pieris mannii (Mayer, 1851), ssp. Rosii (Stefanellii, 1901)                    | Descoperit: jud. Hunedoara Dimensiuni: L: 27 mm; LA: 41 mm                                        |           | Muzeul Național Secuiesc, Sfântu Gheorghe | Cimec    |
|      | Pieris mannii (Mayer, 1851), ssp. Rosii (Stefanellii, 1901)                    | Descoperit: jud. Hunedoara Dimensiuni: L: 30 mm; LA: 40 mm                                        |           | Muzeul Național Secuiesc, Sfântu Gheorghe | Cimec    |
|      | Pieris mannii (Mayer, 1851), ssp. Rosii (Stefanellii, 1901)                    | Descoperit: jud. Hunedoara Dimensiuni: L: 28 mm; LA: 41 mm                                        |           | Muzeul Național Secuiesc, Sfântu Gheorghe | Cimec    |
|      | Pieris mannii (Mayer, 1851), ssp. Rosii (Stefanellii, 1901)                    | Descoperit: jud. Hunedoara Dimensiuni: L: 28 mm; LA: 41 mm                                        |           | Muzeul Național Secuiesc, Sfântu Gheorghe | Cimec    |
|      | Pieris mannii (Mayer, 1851), ssp. Rosii (Stefanellii, 1901)                    | Descoperit: jud. Hunedoara Dimensiuni: L: 30 mm; LA: 43 mm                                        |           | Muzeul Național Secuiesc, Sfântu Gheorghe | Cimec    |
|      | Pieris mannii (Mayer, 1851), ssp. Rosii (Stefanellii, 1901)                    | Descoperit: jud. Hunedoara Dimensiuni: L: 25 mm; LA: 38 mm                                        |           | Muzeul Național Secuiesc, Sfântu Gheorghe | Cimec    |
|      | Acherontia atropos (Linnaeus, 1758)                                            | Descoperit: jud. Arad, Ineu Dimensiuni: L: 51 mm; La: 104 mm                                      |           | Muzeul Național Secuiesc, Sfântu Gheorghe | Cimec    |
|      | Acherontia atropos (Linnaeus, 1758)                                            | Descoperit: jud. Timiș, com. LOVRIN Dimensiuni: L: 49 mm; La: 99 mm                               |           | Muzeul Național Secuiesc, Sfântu Gheorghe | Cimec    |
|      | Acherontia atropos (Linnaeus, 1758)                                            | Descoperit: jud. Arad, Ineu Dimensiuni: L: 47 mm; La: 110 mm                                      |           | Muzeul Național Secuiesc, Sfântu Gheorghe | Cimec    |
|      | Acherontia atropos (Linnaeus, 1758)                                            | Descoperit: jud. Hunedoara, Munții Retezat Dimensiuni: L: 46 mm; La: 104 mm                       |           | Muzeul Național Secuiesc, Sfântu Gheorghe | Cimec    |
|      | Acherontia atropos (Linnaeus, 1758)                                            | Descoperit: jud. Arad, INEU Dimensiuni: L: 50 mm; La: 112 mm                                      |           | Muzeul Național Secuiesc, Sfântu Gheorghe | Cimec    |
|      | Acherontia atropos (Linnaeus, 1758)                                            | Descoperit: jud. Arad, INEU Dimensiuni: L: 50 mm; La: 112 mm                                      |           | Muzeul Național Secuiesc, Sfântu Gheorghe | Cimec    |
|      | Acherontia atropos (Linnaeus, 1758)                                            | Descoperit: jud. Arad, INEU Dimensiuni: L: 57 mm; La: 119 mm                                      |           | Muzeul Național Secuiesc, Sfântu Gheorghe | Cimec    |
|      | Acherontia atropos (Linnaeus, 1758)                                            | Descoperit: jud. Timiș, LOVRIN Dimensiuni: L: 55 mm; La: 106 mm                                   |           | Muzeul Național Secuiesc, Sfântu Gheorghe | Cimec    |
|      | Acherontia atropos (Linnaeus, 1758)                                            | Descoperit: jud. Arad, INEU Dimensiuni: L: 50 mm; La: 112 mm                                      |           | Muzeul Național Secuiesc, Sfântu Gheorghe | Cimec    |
|      | Acherontia atropos (Linnaeus, 1758)                                            | Descoperit: jud. Arad, MOCREA Dimensiuni: L: 57 mm; La: 115 mm                                    |           | Muzeul Național Secuiesc, Sfântu Gheorghe | Cimec    |
|      | Acherontia atropos (Linnaeus, 1758)                                            | Descoperit: jud. Arad, INEU Dimensiuni: L: 49 mm; La: 116 mm                                      |           | Muzeul Național Secuiesc, Sfântu Gheorghe | Cimec    |
|      | Marumba quercus (Denis & Schiffermüller, 1775)                                 | Descoperit: jud. Timiș, BRUCKENAU Dimensiuni: L: 40 mm; La: 96 mm                                 |           | Muzeul Național Secuiesc, Sfântu Gheorghe | Cimec    |
|      | Marumba quercus (Denis & Schiffermüller, 1775)                                 | Descoperit: jud. Timiș, BRUCKENAU Dimensiuni: L: 40 mm; La: 100 mm                                |           | Muzeul Național Secuiesc, Sfântu Gheorghe | Cimec    |
|      | Marumba quercus (Denis & Schiffermüller, 1775)                                 | Descoperit: jud. Arad, INEU Dimensiuni: L: 34 mm; La: 97 mm                                       |           | Muzeul Național Secuiesc, Sfântu Gheorghe | Cimec    |
|      | Marumba quercus (Denis & Schiffermüller, 1775)                                 | Descoperit: jud. Arad, INEU Dimensiuni: L: 36 mm; La: 100 mm                                      |           | Muzeul Național Secuiesc, Sfântu Gheorghe | Cimec    |
|      | Marumba quercus (Denis & Schiffermüller, 1775)                                 | Descoperit: jud. Arad, INEU Dimensiuni: L: 39 mm; La: 94 mm                                       |           | Muzeul Național Secuiesc, Sfântu Gheorghe | Cimec    |
|      | Marumba quercus (Denis & Schiffermüller, 1775)                                 | Descoperit: jud. Arad, INEU Dimensiuni: L: 34 mm; La: 95 mm                                       |           | Muzeul Național Secuiesc, Sfântu Gheorghe | Cimec    |
|      | Marumba quercus (Denis & Schiffermüller, 1775)                                 | Descoperit: jud. Arad, INEU Dimensiuni: L: 33 mm; La: 100 mm                                      |           | Muzeul Național Secuiesc, Sfântu Gheorghe | Cimec    |
|      | Parnassius apollo (Linnaeuas, 1758) ssp. transsylvanicus (Schweitzer, 1912)    | Descoperit: jud. Bistrița-Năsăud, com. Bistrița Bârgăului, Colibița Dimensiuni: L:52 mm; LA:74 mm |           | Muzeul Național Secuiesc, Sfântu Gheorghe | Cimec    |
|      | Parnassius apollo (Linnaeuas, 1758) ssp. transsylvanicus (Schweitzer, 1912)    | Descoperit: jud. Bistrița-Năsăud, com. Bistrița Bârgăului, Colibița Dimensiuni: L:53 mm; LA:73 mm |           | Muzeul Național Secuiesc, Sfântu Gheorghe | Cimec    |
|      | Parnassius apollo (Linnaeuas, 1758) ssp. jaraensis (Kertész, 1922)             | Descoperit: jud. Cluj, com. Cojocna, Rechetău Dimensiuni: L:57 mm; LA:79 mm                       |           | Muzeul Național Secuiesc, Sfântu Gheorghe | Cimec    |
|      | Parnassius apollo (Linnaeuas, 1758) ssp. jaraensis (Kertész, 1922)             | Descoperit: jud. Cluj, com. Cojocna, Rechetău Dimensiuni: L:57 mm; LA:77 mm                       |           | Muzeul Național Secuiesc, Sfântu Gheorghe | Cimec    |
|      | Parnassius apollo (Linnaeuas, 1758) ssp. jaraensis (Kertész, 1922)             | Descoperit: jud. Cluj, com. Cojocna, Rechetău Dimensiuni: L:55 mm; LA:75 mm                       |           | Muzeul Național Secuiesc, Sfântu Gheorghe | Cimec    |
|      | Parnassius apollo (Linnaeuas, 1758) ssp. jaraensis (Kertész, 1922)             | Descoperit: jud. Cluj, com. Cojocna, Rechetău Dimensiuni: L:55 mm; LA:75 mm                       |           | Muzeul Național Secuiesc, Sfântu Gheorghe | Cimec    |
|      | Parnassius apollo (Linnaeuas, 1758) ssp. distinctus (Bryk & Eisner, 1930)      | Descoperit: jud. Arad, Ineu Dimensiuni: L:40 mm; LA:56 mm                                         |           | Muzeul Național Secuiesc, Sfântu Gheorghe | Cimec    |
|      | Parnassius apollo (Linnaeuas, 1758) ssp. distinctus (Bryk & Eisner, 1930)      | Descoperit: jud. Arad, Ineu Dimensiuni: L:38 mm; LA:57 mm                                         |           | Muzeul Național Secuiesc, Sfântu Gheorghe | Cimec    |
|      | Parnassius apollo (Linnaeuas, 1758) ssp. distinctus (Bryk & Eisner, 1930)      | Descoperit: jud. Arad, Ineu Dimensiuni: L:41 mm; LA:57 mm                                         |           | Muzeul Național Secuiesc, Sfântu Gheorghe | Cimec    |
|      | Parnassius apollo (Linnaeuas, 1758) ssp. distinctus (Bryk & Eisner, 1930)      | Descoperit: jud. Arad, Ineu Dimensiuni: L:38 mm; LA:58 mm                                         |           | Muzeul Național Secuiesc, Sfântu Gheorghe | Cimec    |
|      | Parnassius apollo (Linnaeuas, 1758) ssp. distinctus (Bryk & Eisner, 1930)      | Descoperit: jud. Arad, Ineu Dimensiuni: L:41 mm; LA:62 mm                                         |           | Muzeul Național Secuiesc, Sfântu Gheorghe | Cimec    |
|      | Parnassius apollo (Linnaeuas, 1758) ssp. distinctus (Bryk & Eisner, 1930)      | Descoperit: jud. Arad, Ineu Dimensiuni: L:42 mm; LA:59 mm                                         |           | Muzeul Național Secuiesc, Sfântu Gheorghe | Cimec    |
|      | Parnassius apollo (Linnaeuas, 1758) ssp. distinctus (Bryk & Eisner, 1930)      | Descoperit: jud. Arad, Ineu Dimensiuni: L:40 mm; LA:60 mm                                         |           | Muzeul Național Secuiesc, Sfântu Gheorghe | Cimec    |
|      | Parnassius apollo (Linnaeuas, 1758) ssp. distinctus (Bryk & Eisner, 1930)      | Descoperit: jud. Arad, Ineu Dimensiuni: L:39 mm; LA:57 mm                                         |           | Muzeul Național Secuiesc, Sfântu Gheorghe | Cimec    |
|      | Parnassius apollo (Linnaeuas, 1758) ssp. distinctus (Bryk & Eisner, 1930)      | Descoperit: jud. Arad, Ineu Dimensiuni: L:36 mm; LA:55 mm                                         |           | Muzeul Național Secuiesc, Sfântu Gheorghe | Cimec    |
|      | Parnassius apollo (Linnaeuas, 1758) ssp. distinctus (Bryk & Eisner, 1930)      | Descoperit: jud. Arad, Ineu Dimensiuni: L:43 mm; LA:60 mm                                         |           | Muzeul Național Secuiesc, Sfântu Gheorghe | Cimec    |
|      | Parnassius apollo (Linnaeuas, 1758) ssp. distinctus (Bryk & Eisner, 1930)      | Descoperit: jud. Arad, Ineu Dimensiuni: L:42 mm; LA:57 mm                                         |           | Muzeul Național Secuiesc, Sfântu Gheorghe | Cimec    |
|      | Parnassius apollo (Linnaeuas, 1758) ssp. distinctus (Bryk & Eisner, 1930)      | Descoperit: jud. Arad, Ineu Dimensiuni: L:40 mm; LA:57 mm                                         |           | Muzeul Național Secuiesc, Sfântu Gheorghe | Cimec    |
|      | Parnassius apollo (Linnaeuas, 1758) ssp. distinctus (Bryk & Eisner, 1930)      | Descoperit: jud. Arad, Ineu Dimensiuni: L:33 mm; LA:55 mm                                         |           | Muzeul Național Secuiesc, Sfântu Gheorghe | Cimec    |
|      | Parnassius apollo (Linnaeuas, 1758) ssp. distinctus (Bryk & Eisner, 1930)      | Descoperit: jud. Arad, Ineu Dimensiuni: L:38 mm; LA:57 mm                                         |           | Muzeul Național Secuiesc, Sfântu Gheorghe | Cimec    |
|      | Parnassius apollo (Linnaeuas, 1758) ssp. distinctus (Bryk & Eisner, 1930)      | Descoperit: jud. Arad, Ineu Dimensiuni: L:37 mm; LA:57 mm                                         |           | Muzeul Național Secuiesc, Sfântu Gheorghe | Cimec    |
|      | Parnassius apollo (Linnaeuas, 1758) ssp. dioszeghy (Bryk, 1930)                | Descoperit: jud. Hunedoara, Munții Retezat Dimensiuni: L:41 mm; LA:54 mm                          |           | Muzeul Național Secuiesc, Sfântu Gheorghe | Cimec    |
|      | Parnassius apollo (Linnaeuas, 1758) ssp. dioszeghy (Bryk, 1930)                | Descoperit: jud. Hunedoara, Munții Retezat Dimensiuni: L:36 mm; LA:50 mm                          |           | Muzeul Național Secuiesc, Sfântu Gheorghe | Cimec    |
|      | Parnassius apollo (Linnaeuas, 1758) ssp. dioszeghy (Bryk, 1930)                | Descoperit: jud. Hunedoara, Munții Retezat Dimensiuni: L:36 mm; LA:54 mm                          |           | Muzeul Național Secuiesc, Sfântu Gheorghe | Cimec    |
|      | Parnassius apollo (Linnaeuas, 1758) ssp. dioszeghy (Bryk, 1930)                | Descoperit: jud. Hunedoara, Munții Retezat Dimensiuni: L:37 mm; LA:53 mm                          |           | Muzeul Național Secuiesc, Sfântu Gheorghe | Cimec    |
|      | Parnassius apollo (Linnaeuas, 1758) ssp. dioszeghy (Bryk, 1930)                | Descoperit: jud. Hunedoara, Munții Retezat Dimensiuni: L:34 mm; LA:54 mm                          |           | Muzeul Național Secuiesc, Sfântu Gheorghe | Cimec    |
|      | Parnassius apollo (Linnaeuas, 1758) ssp. dioszeghy (Bryk, 1930)                | Descoperit: jud. Hunedoara, Munții Retezat Dimensiuni: L:38 mm; LA:54 mm                          |           | Muzeul Național Secuiesc, Sfântu Gheorghe | Cimec    |
|      | Parnassius apollo (Linnaeuas, 1758) ssp. dioszeghy (Bryk, 1930)                | Descoperit: jud. Hunedoara, Munții Retezat Dimensiuni: L:40 mm; LA:56 mm                          |           | Muzeul Național Secuiesc, Sfântu Gheorghe | Cimec    |
|      | Parnassius apollo (Linnaeuas, 1758) ssp. dioszeghy (Bryk, 1930)                | Descoperit: jud. Hunedoara, Munții Retezat Dimensiuni: L:39 mm; LA:53 mm                          |           | Muzeul Național Secuiesc, Sfântu Gheorghe | Cimec    |
|      | Parnassius apollo (Linnaeuas, 1758) ssp. dioszeghy (Bryk, 1930)                | Descoperit: jud. Hunedoara, Munții Retezat Dimensiuni: L:35 mm; LA:50 mm                          |           | Muzeul Național Secuiesc, Sfântu Gheorghe | Cimec    |
|      | Parnassius apollo (Linnaeuas, 1758) ssp. dioszeghy (Bryk, 1930)                | Descoperit: jud. Hunedoara, Munții Retezat Dimensiuni: L:41 mm; LA:58 mm                          |           | Muzeul Național Secuiesc, Sfântu Gheorghe | Cimec    |
|      | Parnassius apollo (Linnaeuas, 1758) ssp. dioszeghy (Bryk, 1930)                | Descoperit: jud. Hunedoara, Munții Retezat Dimensiuni: L:33 mm; LA:49 mm                          |           | Muzeul Național Secuiesc, Sfântu Gheorghe | Cimec    |
|      | Parnassius apollo (Linnaeuas, 1758) ssp. dioszeghy (Bryk, 1930)                | Descoperit: jud. Hunedoara, Munții Retezat Dimensiuni: L:33 mm; LA:53 mm                          |           | Muzeul Național Secuiesc, Sfântu Gheorghe | Cimec    |
|      | Parnassius apollo (Linnaeuas, 1758) ssp. dioszeghy (Bryk, 1930)                | Descoperit: jud. Hunedoara, Munții Retezat Dimensiuni: L:36 mm; LA:53 mm                          |           | Muzeul Național Secuiesc, Sfântu Gheorghe | Cimec    |
|      | Parnassius apollo (Linnaeuas, 1758) ssp. dioszeghy (Bryk, 1930)                | Descoperit: jud. Hunedoara, Munții Retezat Dimensiuni: L:40 mm; LA:50 mm                          |           | Muzeul Național Secuiesc, Sfântu Gheorghe | Cimec    |
|      | Parnassius apollo (Linnaeuas, 1758) ssp. dioszeghy (Bryk, 1930)                | Descoperit: jud. Hunedoara, Munții Retezat Dimensiuni: L:33 mm; LA:51 mm                          |           | Muzeul Național Secuiesc, Sfântu Gheorghe | Cimec    |
|      | Parnassius apollo (Linnaeuas, 1758) ssp. dioszeghy (Bryk, 1930)                | Descoperit: jud. Hunedoara, Munții Retezat Dimensiuni: L:40 mm; LA:52 mm                          |           | Muzeul Național Secuiesc, Sfântu Gheorghe | Cimec    |
|      | Parnassius apollo (Linnaeuas, 1758) ssp. dioszeghy (Bryk, 1930)                | Descoperit: jud. Hunedoara, Munții Retezat Dimensiuni: L:37 mm; LA:52 mm                          |           | Muzeul Național Secuiesc, Sfântu Gheorghe | Cimec    |
|      | Parnassius apollo (Linnaeuas, 1758) ssp. dioszeghy (Bryk, 1930)                | Descoperit: jud. Hunedoara, Munții Retezat Dimensiuni: L:40 mm; LA:55 mm                          |           | Muzeul Național Secuiesc, Sfântu Gheorghe | Cimec    |
|      | Parnassius apollo (Linnaeuas, 1758) ssp. dioszeghy (Bryk, 1930)                | Descoperit: jud. Hunedoara, Munții Retezat Dimensiuni: L:38 mm; LA:57 mm                          |           | Muzeul Național Secuiesc, Sfântu Gheorghe | Cimec    |
|      | Parnassius apollo (Linnaeuas, 1758) ssp. dioszeghy (Bryk, 1930)                | Descoperit: jud. Hunedoara, Munții Retezat Dimensiuni: L:38 mm; LA:53 mm                          |           | Muzeul Național Secuiesc, Sfântu Gheorghe | Cimec    |
|      | Parnassius apollo (Linnaeuas, 1758) ssp. dioszeghy (Bryk, 1930)                | Descoperit: jud. Hunedoara, Munții Retezat Dimensiuni: L:35 mm; LA:55 mm                          |           | Muzeul Național Secuiesc, Sfântu Gheorghe | Cimec    |
|      | Parnassius apollo (Linnaeuas, 1758) ssp. dioszeghy (Bryk, 1930)                | Descoperit: jud. Hunedoara, Munții Retezat Dimensiuni: L:39 mm; LA:60 mm                          |           | Muzeul Național Secuiesc, Sfântu Gheorghe | Cimec    |
|      | Parnassius apollo (Linnaeuas, 1758) ssp. dioszeghy (Bryk, 1930)                | Descoperit: jud. Hunedoara, Munții Retezat Dimensiuni: L:37 mm; LA:58 mm                          |           | Muzeul Național Secuiesc, Sfântu Gheorghe | Cimec    |
|      | Parnassius apollo (Linnaeuas, 1758) ssp. dioszeghy (Bryk, 1930)                | Descoperit: jud. Hunedoara, Munții Retezat Dimensiuni: L:36 mm; LA:54 mm                          |           | Muzeul Național Secuiesc, Sfântu Gheorghe | Cimec    |
|      | Parnassius apollo (Linnaeuas, 1758) ssp. dioszeghy (Bryk, 1930)                | Descoperit: jud. Hunedoara, Munții Retezat Dimensiuni: L:40 mm; LA:57 mm                          |           | Muzeul Național Secuiesc, Sfântu Gheorghe | Cimec    |
|      | Parnassius apollo (Linnaeuas, 1758) ssp. dioszeghy (Bryk, 1930)                | Descoperit: jud. Hunedoara, Munții Retezat Dimensiuni: L:37 mm; LA:55 mm                          |           | Muzeul Național Secuiesc, Sfântu Gheorghe | Cimec    |
|      | Parnassius apollo (Linnaeuas, 1758) ssp. dioszeghy (Bryk, 1930)                | Descoperit: jud. Hunedoara, Munții Retezat Dimensiuni: L:37 mm; LA:50 mm                          |           | Muzeul Național Secuiesc, Sfântu Gheorghe | Cimec    |
|      | Parnassius apollo (Linnaeuas, 1758) ssp. dioszeghy (Bryk, 1930)                | Descoperit: jud. Hunedoara, Munții Retezat Dimensiuni: L:31 mm; LA:47 mm                          |           | Muzeul Național Secuiesc, Sfântu Gheorghe | Cimec    |
|      | Parnassius apollo (Linnaeuas, 1758) ssp. dioszeghy (Bryk, 1930)                | Descoperit: jud. Hunedoara, Munții Retezat Dimensiuni: L:36 mm; LA:55 mm                          |           | Muzeul Național Secuiesc, Sfântu Gheorghe | Cimec    |
|      | Parnassius apollo (Linnaeuas, 1758) ssp. dioszeghy (Bryk, 1930)                | Descoperit: jud. Hunedoara, Munții Retezat Dimensiuni: L:36 mm; LA:53 mm                          |           | Muzeul Național Secuiesc, Sfântu Gheorghe | Cimec    |
|      | Parnassius apollo (Linnaeuas, 1758) ssp. dioszeghy (Bryk, 1930)                | Descoperit: jud. Hunedoara, Munții Retezat Dimensiuni: L:40 mm; LA:54 mm                          |           | Muzeul Național Secuiesc, Sfântu Gheorghe | Cimec    |
|      | Parnassius apollo (Linnaeuas, 1758) ssp. dioszeghy (Bryk, 1930)                | Descoperit: jud. Hunedoara, Munții Retezat Dimensiuni: L:38 mm; LA:54 mm                          |           | Muzeul Național Secuiesc, Sfântu Gheorghe | Cimec    |
|      | Parnassius apollo (Linnaeuas, 1758) ssp. dioszeghy (Bryk, 1930)                | Descoperit: jud. Hunedoara, Munții Retezat Dimensiuni: L:40 mm; LA:52 mm                          |           | Muzeul Național Secuiesc, Sfântu Gheorghe | Cimec    |
|      | Parnassius apollo (Linnaeuas, 1758) ssp. dioszeghy (Bryk, 1930)                | Descoperit: jud. Hunedoara, Munții Retezat Dimensiuni: L:36 mm; LA:51 mm                          |           | Muzeul Național Secuiesc, Sfântu Gheorghe | Cimec    |
|      | Parnassius apollo (Linnaeuas, 1758) ssp. dioszeghy (Bryk, 1930)                | Descoperit: jud. Hunedoara, Munții Retezat Dimensiuni: L:37 mm; LA:61 mm                          |           | Muzeul Național Secuiesc, Sfântu Gheorghe | Cimec    |
|      | Parnassius apollo (Linnaeuas, 1758) ssp. dioszeghy (Bryk, 1930)                | Descoperit: jud. Hunedoara, Munții Retezat Dimensiuni: L:38 mm; LA:58 mm                          |           | Muzeul Național Secuiesc, Sfântu Gheorghe | Cimec    |
|      | Parnassius apollo (Linnaeuas, 1758) ssp. dioszeghy (Bryk, 1930)                | Descoperit: jud. Hunedoara, Munții Retezat Dimensiuni: L:35 mm; LA:52 mm                          |           | Muzeul Național Secuiesc, Sfântu Gheorghe | Cimec    |
|      | Parnassius apollo (Linnaeuas, 1758) ssp. dioszeghy (Bryk, 1930)                | Descoperit: jud. Hunedoara, Munții Retezat Dimensiuni: L:42 mm; LA:57 mm                          |           | Muzeul Național Secuiesc, Sfântu Gheorghe | Cimec    |
|      | Parnassius apollo (Linnaeuas, 1758) ssp. dioszeghy (Bryk, 1930)                | Descoperit: jud. Hunedoara, Munții Retezat Dimensiuni: L:29 mm; LA:45 mm                          |           | Muzeul Național Secuiesc, Sfântu Gheorghe | Cimec    |
|      | Parnassius apollo (Linnaeuas, 1758) ssp. dioszeghy (Bryk, 1930)                | Descoperit: jud. Hunedoara, Munții Retezat Dimensiuni: L:34 mm; LA:50 mm                          |           | Muzeul Național Secuiesc, Sfântu Gheorghe | Cimec    |
|      | Parnassius apollo (Linnaeuas, 1758) ssp. dioszeghy (Bryk, 1930)                | Descoperit: jud. Hunedoara, Munții Retezat Dimensiuni: L:35 mm; LA:53 mm                          |           | Muzeul Național Secuiesc, Sfântu Gheorghe | Cimec    |
|      | Parnassius apollo (Linnaeuas, 1758) ssp. dioszeghy (Bryk, 1930)                | Descoperit: jud. Hunedoara, Munții Retezat Dimensiuni: L:32 mm; LA:54 mm                          |           | Muzeul Național Secuiesc, Sfântu Gheorghe | Cimec    |
|      | Parnassius apollo (Linnaeuas, 1758) ssp. dioszeghy (Bryk, 1930)                | Descoperit: jud. Hunedoara, Munții Retezat Dimensiuni: L:33 mm; LA:52 mm                          |           | Muzeul Național Secuiesc, Sfântu Gheorghe | Cimec    |
|      | Parnassius apollo (Linnaeuas, 1758) ssp. dioszeghy (Bryk, 1930)                | Descoperit: jud. Hunedoara, Munții Retezat Dimensiuni: L:36 mm; LA:56 mm                          |           | Muzeul Național Secuiesc, Sfântu Gheorghe | Cimec    |
|      | Parnassius apollo (Linnaeuas, 1758) ssp. dioszeghy (Bryk, 1930)                | Descoperit: jud. Hunedoara, Munții Retezat Dimensiuni: L:37 mm; LA:59 mm                          |           | Muzeul Național Secuiesc, Sfântu Gheorghe | Cimec    |
|      | Parnassius apollo (Linnaeuas, 1758) ssp. dioszeghy (Bryk, 1930)                | Descoperit: jud. Hunedoara, Munții Retezat Dimensiuni: L:34 mm; LA:52 mm                          |           | Muzeul Național Secuiesc, Sfântu Gheorghe | Cimec    |
|      | Parnassius apollo (Linnaeuas, 1758) ssp. dioszeghy (Bryk, 1930)                | Descoperit: jud. Hunedoara, Munții Retezat Dimensiuni: L:38 mm; LA:53 mm                          |           | Muzeul Național Secuiesc, Sfântu Gheorghe | Cimec    |
|      | Parnassius apollo (Linnaeuas, 1758) ssp. dioszeghy (Bryk, 1930)                | Descoperit: jud. Hunedoara, Munții Retezat Dimensiuni: L:39 mm; LA:54 mm                          |           | Muzeul Național Secuiesc, Sfântu Gheorghe | Cimec    |
|      | Parnassius apollo (Linnaeuas, 1758) ssp. dioszeghy (Bryk, 1930)                | Descoperit: jud. Hunedoara, Munții Retezat Dimensiuni: L:35 mm; LA:53 mm                          |           | Muzeul Național Secuiesc, Sfântu Gheorghe | Cimec    |
|      | Parnassius apollo (Linnaeuas, 1758) ssp. dioszeghy (Bryk, 1930)                | Descoperit: jud. Hunedoara, Munții Retezat Dimensiuni: L:38 mm; LA:53 mm                          |           | Muzeul Național Secuiesc, Sfântu Gheorghe | Cimec    |
|      | Parnassius apollo (Linnaeuas, 1758) ssp. dioszeghy (Bryk, 1930)                | Descoperit: jud. Hunedoara, Munții Retezat Dimensiuni: L:36 mm; LA:54 mm                          |           | Muzeul Național Secuiesc, Sfântu Gheorghe | Cimec    |
|      | Parnassius apollo (Linnaeuas, 1758) ssp. dioszeghy (Bryk, 1930)                | Descoperit: jud. Hunedoara, Munții Retezat Dimensiuni: L:39 mm; LA:58 mm                          |           | Muzeul Național Secuiesc, Sfântu Gheorghe | Cimec    |
|      | Parnassius apollo (Linnaeuas, 1758) ssp. dioszeghy (Bryk, 1930)                | Descoperit: jud. Hunedoara, Munții Retezat Dimensiuni: L:36 mm; LA:52 mm                          |           | Muzeul Național Secuiesc, Sfântu Gheorghe | Cimec    |
|      | Parnassius apollo (Linnaeuas, 1758) ssp. dioszeghy (Bryk, 1930)                | Descoperit: jud. Hunedoara, Munții Retezat Dimensiuni: L:35 mm; LA:53 mm                          |           | Muzeul Național Secuiesc, Sfântu Gheorghe | Cimec    |
|      | Parnassius apollo (Linnaeuas, 1758) ssp. dioszeghy (Bryk, 1930)                | Descoperit: jud. Hunedoara, Munții Retezat Dimensiuni: L:39 mm; LA:53 mm                          |           | Muzeul Național Secuiesc, Sfântu Gheorghe | Cimec    |
|      | Parnassius apollo (Linnaeuas, 1758) ssp. dioszeghy (Bryk, 1930)                | Descoperit: jud. Hunedoara, Munții Retezat Dimensiuni: L:37 mm; LA:54 mm                          |           | Muzeul Național Secuiesc, Sfântu Gheorghe | Cimec    |
|      | Parnassius apollo (Linnaeuas, 1758) ssp. dioszeghy (Bryk, 1930)                | Descoperit: jud. Hunedoara, Munții Retezat Dimensiuni: L:36 mm; LA:54 mm                          |           | Muzeul Național Secuiesc, Sfântu Gheorghe | Cimec    |
|      | Parnassius apollo (Linnaeuas, 1758) ssp. dioszeghy (Bryk, 1930)                | Descoperit: jud. Hunedoara, Munții Retezat Dimensiuni: L:36 mm; LA:53 mm                          |           | Muzeul Național Secuiesc, Sfântu Gheorghe | Cimec    |
|      | Papilio machaon machaon (Linnaeus, 1758)                                       | Descoperit: jud. Arad, Ineu Dimensiuni: L: 50mm; LA: 65mm                                         |           | Muzeul Național Secuiesc, Sfântu Gheorghe | Cimec    |
|      | Papilio machaon machaon (Linnaeus, 1758)                                       | Descoperit: jud. Arad, Ineu Dimensiuni: L: 50mm; LA: 65mm                                         |           | Muzeul Național Secuiesc, Sfântu Gheorghe | Cimec    |
|      | Papilio machaon machaon (Linnaeus, 1758)                                       | Descoperit: jud. Arad, Ineu Dimensiuni: L: 50mm; LA: 65mm                                         |           | Muzeul Național Secuiesc, Sfântu Gheorghe | Cimec    |
|      | Papilio machaon machaon (Linnaeus, 1758)                                       | Descoperit: jud. Arad, Ineu Dimensiuni: L: 50mm; LA: 65mm                                         |           | Muzeul Național Secuiesc, Sfântu Gheorghe | Cimec    |
|      | Papilio machaon machaon (Linnaeus, 1758)                                       | Descoperit: jud. Arad, Ineu Dimensiuni: L: 50mm; LA: 65mm; L: 52mm; LA: 67mm                      |           | Muzeul Național Secuiesc, Sfântu Gheorghe | Cimec    |
|      | Papilio machaon machaon (Linnaeus, 1758)                                       | Descoperit: jud. Arad, Ineu Dimensiuni: L: 45mm; LA: 62mm                                         |           | Muzeul Național Secuiesc, Sfântu Gheorghe | Cimec    |
|      | Papilio machaon machaon (Linnaeus, 1758)                                       | Descoperit: jud. Arad, Ineu Dimensiuni: L: 50mm; LA: 65mm                                         |           | Muzeul Național Secuiesc, Sfântu Gheorghe | Cimec    |
|      | Papilio machaon machaon (Linnaeus, 1758)                                       | Descoperit: jud. Arad, Ineu Dimensiuni: L: 45mm; LA: 55mm                                         |           | Muzeul Național Secuiesc, Sfântu Gheorghe | Cimec    |
|      | Papilio machaon machaon (Linnaeus, 1758)                                       | Descoperit: jud. Arad, Ineu Dimensiuni: L: 50mm; LA: 60mm                                         |           | Muzeul Național Secuiesc, Sfântu Gheorghe | Cimec    |
|      | Papilio machaon machaon (Linnaeus, 1758)                                       | Descoperit: jud. Arad, Ineu Dimensiuni: L: 50mm; LA: 60mm                                         |           | Muzeul Național Secuiesc, Sfântu Gheorghe | Cimec    |
|      | Papilio machaon machaon (Linnaeus, 1758)                                       | Descoperit: jud. Arad, Ineu Dimensiuni: L: 50mm; LA: 65mm                                         |           | Muzeul Național Secuiesc, Sfântu Gheorghe | Cimec    |
|      | Papilio machaon machaon (Linnaeus, 1758)                                       | Descoperit: jud. Arad, Ineu Dimensiuni: L: 60mm; LA: 70mm                                         |           | Muzeul Național Secuiesc, Sfântu Gheorghe | Cimec    |
|      | Papilio machaon machaon (Linnaeus, 1758)                                       | Descoperit: jud. Arad, Ineu Dimensiuni: L: 58mm; LA: 67mm                                         |           | Muzeul Național Secuiesc, Sfântu Gheorghe | Cimec    |
|      | Papilio machaon machaon (Linnaeus, 1758)                                       | Descoperit: jud. Arad, Ineu Dimensiuni: L: 55mm; LA: 67mm                                         |           | Muzeul Național Secuiesc, Sfântu Gheorghe | Cimec    |
|      | Papilio machaon machaon (Linnaeus, 1758)                                       | Descoperit: jud. Arad, Ineu Dimensiuni: L: 48mm; LA: 65mm                                         |           | Muzeul Național Secuiesc, Sfântu Gheorghe | Cimec    |
|      | Papilio machaon machaon (Linnaeus, 1758) f. asiatica (Ménetries, 1855)         | Descoperit: jud. Arad, Ineu Dimensiuni: L: 58mm; LA: 73mm                                         |           | Muzeul Național Secuiesc, Sfântu Gheorghe | Cimec    |
|      | Papilio machaon machaon (Linnaeus, 1758) f. bipunctata (Eimer, 1895)           | Descoperit: jud. Arad, Ineu Dimensiuni: L: 48mm; LA: 65mm                                         |           | Muzeul Național Secuiesc, Sfântu Gheorghe | Cimec    |
|      | Papilio machaon machaon (Linnaeus, 1758) f. bipunctata (Eimer, 1895)           | Descoperit: jud. Arad, Ineu Dimensiuni: L: 50mm; LA: 75mm                                         |           | Muzeul Național Secuiesc, Sfântu Gheorghe | Cimec    |
|      | Papilio machaon machaon (Linnaeus, 1758) f. britannicus (Spengel, Seitz, 1906) | Descoperit: jud. Arad, Ineu Dimensiuni: L: 48mm; LA: 62mm                                         |           | Muzeul Național Secuiesc, Sfântu Gheorghe | Cimec    |
|      | Papilio machaon machaon (Linnaeus, 1758) f. britannicus (Spengel, Seitz, 1906) | Descoperit: jud. Hunedoara, Mții. Retezat Dimensiuni: L: 56mm; LA: 66mm                           |           | Muzeul Național Secuiesc, Sfântu Gheorghe | Cimec    |
|      | Papilio machaon machaon (Linnaeus, 1758) f. dissoluta (Schulz)                 | Descoperit: jud. Arad, Ineu Dimensiuni: L: 55mm; LA: 65mm                                         |           | Muzeul Național Secuiesc, Sfântu Gheorghe | Cimec    |
|      | Iphiclides podalirius podalirius (Scopoli, 1763)                               | Descoperit: jud. Arad, Ineu Dimensiuni: L: 55mm; LA: 55mm                                         |           | Muzeul Național Secuiesc, Sfântu Gheorghe | Cimec    |
|      | Iphiclides podalirius podalirius (Scopoli, 1763)                               | Descoperit: jud. Arad, Ineu Dimensiuni: L: 52mm; LA: 65mm                                         |           | Muzeul Național Secuiesc, Sfântu Gheorghe | Cimec    |
|      | Iphiclides podalirius podalirius (Scopoli, 1763)                               | Descoperit: jud. Arad, Ineu Dimensiuni: L: 40mm; LA: 45mm                                         |           | Muzeul Național Secuiesc, Sfântu Gheorghe | Cimec    |
|      | Iphiclides podalirius podalirius (Scopoli, 1763)                               | Descoperit: jud. Arad, Ineu Dimensiuni: L: 52mm; LA: 65mm                                         |           | Muzeul Național Secuiesc, Sfântu Gheorghe | Cimec    |
|      | Iphiclides podalirius podalirius (Scopoli, 1763)                               | Descoperit: jud. Arad, Ineu Dimensiuni: L: 55mm; LA: 60mm                                         |           | Muzeul Național Secuiesc, Sfântu Gheorghe | Cimec    |
|      | Iphiclides podalirius podalirius (Scopoli, 1763)                               | Descoperit: jud. Arad, Ineu Dimensiuni: L: 53mm; LA: 65mm                                         |           | Muzeul Național Secuiesc, Sfântu Gheorghe | Cimec    |
|      | Iphiclides podalirius podalirius (Scopoli, 1763)                               | Descoperit: jud. Arad, Ineu Dimensiuni: L: 58mm; LA: 73mm; L: 54mm; LA: 63mm                      |           | Muzeul Național Secuiesc, Sfântu Gheorghe | Cimec    |
|      | Iphiclides podalirius podalirius (Scopoli, 1763)                               | Descoperit: jud. Arad, Ineu Dimensiuni: L: 56mm; LA: 67mm                                         |           | Muzeul Național Secuiesc, Sfântu Gheorghe | Cimec    |
|      | Iphiclides podalirius podalirius (Scopoli, 1763)                               | Descoperit: jud. Arad, Ineu Dimensiuni: L: 63mm; LA: 70mm                                         |           | Muzeul Național Secuiesc, Sfântu Gheorghe | Cimec    |
|      | Iphiclides podalirius podalirius (Scopoli, 1763)                               | Descoperit: jud. Arad, Ineu Dimensiuni: L: 63mm; LA: 70mm                                         |           | Muzeul Național Secuiesc, Sfântu Gheorghe | Cimec    |
|      | Iphiclides podalirius podalirius (Scopoli, 1763)                               | Descoperit: jud. Arad, Ineu Dimensiuni: L: 63mm; LA: 70mm                                         |           | Muzeul Național Secuiesc, Sfântu Gheorghe | Cimec    |
|      | Iphiclides podalirius podalirius (Scopoli, 1763)                               | Descoperit: jud. Harghita, Tușnad Dimensiuni: L: 50mm; LA: 60mm                                   |           | Muzeul Național Secuiesc, Sfântu Gheorghe | Cimec    |
|      | Iphiclides podalirius podalirius (Scopoli, 1763)                               | Descoperit: jud. Hunedoara, Mții. Retezat Dimensiuni: L: 55mm; LA: 60mm                           |           | Muzeul Național Secuiesc, Sfântu Gheorghe | Cimec    |

## Fond
| Foto | Informații generale                                                                           | Detalii tehnice                                                                              | Descriere | Deținător                                 | Legături |
| ---- | --------------------------------------------------------------------------------------------- | -------------------------------------------------------------------------------------------- | --------- | ----------------------------------------- | -------- |
|      | Araschnia levana levana (Linnaeus, 1758)                                                      | Descoperit: jud. Arad, Ineu Dimensiuni: L:23 mm; LA:32 mm;                                   |           | Muzeul Național Secuiesc, Sfântu Gheorghe | Cimec    |
|      | Araschnia levana levana (Linnaeus, 1758)                                                      | Descoperit: jud. Arad, Ineu Dimensiuni: L:22 mm; LA:31 mm;                                   |           | Muzeul Național Secuiesc, Sfântu Gheorghe | Cimec    |
|      | Araschnia levana levana (Linnaeus, 1758)                                                      | Descoperit: jud. Arad, Ineu Dimensiuni: L:23 mm; LA:32 mm;                                   |           | Muzeul Național Secuiesc, Sfântu Gheorghe | Cimec    |
|      | Araschnia levana levana (Linnaeus, 1758)                                                      | Descoperit: jud. Arad, Ineu Dimensiuni: L:24 mm; LA:34 mm;                                   |           | Muzeul Național Secuiesc, Sfântu Gheorghe | Cimec    |
|      | Araschnia levana levana (Linnaeus, 1758)                                                      | Descoperit: jud. Arad, Ineu Dimensiuni: L:21 mm; LA:30 mm;                                   |           | Muzeul Național Secuiesc, Sfântu Gheorghe | Cimec    |
|      | Araschnia levana levana (Linnaeus, 1758)                                                      | Descoperit: jud. Arad, Ineu Dimensiuni: L:23 mm; LA:34 mm;                                   |           | Muzeul Național Secuiesc, Sfântu Gheorghe | Cimec    |
|      | Araschnia levana levana (Linnaeus, 1758)                                                      | Descoperit: jud. Arad, Ineu Dimensiuni: L:21 mm; LA:32 mm;                                   |           | Muzeul Național Secuiesc, Sfântu Gheorghe | Cimec    |
|      | Araschnia levana levana (Linnaeus, 1758)                                                      | Descoperit: jud. Arad, Ineu Dimensiuni: L:20 mm; LA:31mm;                                    |           | Muzeul Național Secuiesc, Sfântu Gheorghe | Cimec    |
|      | Araschnia levana levana (Linnaeus, 1758)                                                      | Descoperit: jud. Arad, Ineu Dimensiuni: L:21 mm; LA:31 mm;                                   |           | Muzeul Național Secuiesc, Sfântu Gheorghe | Cimec    |
|      | Araschnia levana levana (Linnaeus, 1758)                                                      | Descoperit: jud. Arad, Ineu Dimensiuni: L:22 mm; LA:31 mm;                                   |           | Muzeul Național Secuiesc, Sfântu Gheorghe | Cimec    |
|      | Araschnia levana levana (Linnaeus, 1758)                                                      | Descoperit: jud. Arad, Ineu Dimensiuni: L:21 mm; LA:31 mm;                                   |           | Muzeul Național Secuiesc, Sfântu Gheorghe | Cimec    |
|      | Araschnia levana levana (Linnaeus, 1758)                                                      | Descoperit: jud. Arad, Ineu Dimensiuni: L:22 mm; LA:32 mm;                                   |           | Muzeul Național Secuiesc, Sfântu Gheorghe | Cimec    |
|      | Araschnia levana levana (Linnaeus, 1758)                                                      | Descoperit: jud. Arad, Ineu Dimensiuni: L:23 mm; LA:33 mm;                                   |           | Muzeul Național Secuiesc, Sfântu Gheorghe | Cimec    |
|      | Araschnia levana levana (Linnaeus, 1758)                                                      | Descoperit: jud. Arad, Ineu Dimensiuni: L:22 mm; LA:32 mm;                                   |           | Muzeul Național Secuiesc, Sfântu Gheorghe | Cimec    |
|      | Araschnia levana levana (Linnaeus, 1758)                                                      | Descoperit: jud. Arad, Ineu Dimensiuni: L:20 mm; LA:28 mm;                                   |           | Muzeul Național Secuiesc, Sfântu Gheorghe | Cimec    |
|      | Araschnia levana levana (Linnaeus, 1758)                                                      | Descoperit: jud. Arad, Ineu Dimensiuni: L:22 mm; LA:32 mm;                                   |           | Muzeul Național Secuiesc, Sfântu Gheorghe | Cimec    |
|      | Araschnia levana levana (Linnaeus, 1758)                                                      | Descoperit: jud. Arad, Ineu Dimensiuni: L:20 mm; LA:30 mm;                                   |           | Muzeul Național Secuiesc, Sfântu Gheorghe | Cimec    |
|      | Araschnia levana levana (Linnaeus, 1758)                                                      | Descoperit: jud. Arad, Ineu Dimensiuni: L:19 mm; LA:28 mm;                                   |           | Muzeul Național Secuiesc, Sfântu Gheorghe | Cimec    |
|      | Araschnia levana levana (Linnaeus, 1758)                                                      | Descoperit: jud. Arad, Ineu Dimensiuni: L:22 mm; LA:32 mm;                                   |           | Muzeul Național Secuiesc, Sfântu Gheorghe | Cimec    |
|      | Araschnia levana levana (Linnaeus, 1758)                                                      | Descoperit: jud. Arad, Ineu Dimensiuni: L:22 mm; LA:33 mm;                                   |           | Muzeul Național Secuiesc, Sfântu Gheorghe | Cimec    |
|      | Araschnia levana levana (Linnaeus, 1758)                                                      | Descoperit: jud. Arad, Ineu Dimensiuni: L:22 mm; LA:32 mm;                                   |           | Muzeul Național Secuiesc, Sfântu Gheorghe | Cimec    |
|      | Araschnia levana levana (Linnaeus, 1758)                                                      | Descoperit: jud. Arad, Ineu Dimensiuni: L:22 mm; LA:32 mm;                                   |           | Muzeul Național Secuiesc, Sfântu Gheorghe | Cimec    |
|      | Araschnia levana levana (Linnaeus, 1758)                                                      | Descoperit: jud. Arad, Ineu Dimensiuni: L:22 mm; LA:32 mm;                                   |           | Muzeul Național Secuiesc, Sfântu Gheorghe | Cimec    |
|      | Araschnia levana levana (Linnaeus, 1758)                                                      | Descoperit: jud. Arad, Ineu Dimensiuni: L:22 mm; LA:32 mm;                                   |           | Muzeul Național Secuiesc, Sfântu Gheorghe | Cimec    |
|      | Araschnia levana levana (Linnaeus, 1758)                                                      | Descoperit: jud. Arad, Ineu Dimensiuni: L:23 mm; LA:32 mm;                                   |           | Muzeul Național Secuiesc, Sfântu Gheorghe | Cimec    |
|      | Araschnia levana levana (Linnaeus, 1758)                                                      | Descoperit: jud. Arad, Ineu Dimensiuni: L:23 mm; LA:33 mm;                                   |           | Muzeul Național Secuiesc, Sfântu Gheorghe | Cimec    |
|      | Araschnia levana levana (Linnaeus, 1758)                                                      | Descoperit: jud. Arad, Ineu Dimensiuni: L:24 mm; LA:37 mm;                                   |           | Muzeul Național Secuiesc, Sfântu Gheorghe | Cimec    |
|      | Araschnia levana levana (Linnaeus, 1758)                                                      | Descoperit: jud. Arad, Ineu Dimensiuni: L:22 mm; LA:30 mm;                                   |           | Muzeul Național Secuiesc, Sfântu Gheorghe | Cimec    |
|      | Araschnia levana levana (Linnaeus, 1758) gen. aestiva prorsa (Linnaeus, 1758)                 | Descoperit: jud. Arad, Ineu Dimensiuni: L:26 mm; LA:32 mm;                                   |           | Muzeul Național Secuiesc, Sfântu Gheorghe | Cimec    |
|      | Araschnia levana levana (Linnaeus, 1758) gen. aestiva prorsa (Linnaeus, 1758)                 | Descoperit: jud. Arad, Ineu Dimensiuni: L:28 mm; LA:38 mm;                                   |           | Muzeul Național Secuiesc, Sfântu Gheorghe | Cimec    |
|      | Araschnia levana levana (Linnaeus, 1758) gen. aestiva prorsa (Linnaeus, 1758)                 | Descoperit: jud. Arad, Ineu Dimensiuni: L:25 mm; LA:35 mm;                                   |           | Muzeul Național Secuiesc, Sfântu Gheorghe | Cimec    |
|      | Araschnia levana levana (Linnaeus, 1758) gen. aestiva prorsa (Linnaeus, 1758)                 | Descoperit: jud. Arad, Ineu Dimensiuni: L:25 mm; LA:32 mm;                                   |           | Muzeul Național Secuiesc, Sfântu Gheorghe | Cimec    |
|      | Araschnia levana levana (Linnaeus, 1758) gen. aestiva prorsa (Linnaeus, 1758)                 | Descoperit: jud. Arad, Ineu Dimensiuni: L:25 mm; LA:34 mm;                                   |           | Muzeul Național Secuiesc, Sfântu Gheorghe | Cimec    |
|      | Araschnia levana levana (Linnaeus, 1758) gen. aestiva prorsa (Linnaeus, 1758)                 | Descoperit: jud. Arad, Ineu Dimensiuni: L:23 mm; LA:34 mm;                                   |           | Muzeul Național Secuiesc, Sfântu Gheorghe | Cimec    |
|      | Araschnia levana levana (Linnaeus, 1758) gen. aestiva prorsa (Linnaeus, 1758)                 | Descoperit: jud. Arad, Ineu Dimensiuni: L:23 mm; LA:32 mm;                                   |           | Muzeul Național Secuiesc, Sfântu Gheorghe | Cimec    |
|      | Araschnia levana levana (Linnaeus, 1758) gen. aestiva prorsa (Linnaeus, 1758)                 | Descoperit: jud. Arad, Ineu Dimensiuni: L:23 mm; LA:32 mm;                                   |           | Muzeul Național Secuiesc, Sfântu Gheorghe | Cimec    |
|      | Araschnia levana levana (Linnaeus, 1758) gen. aestiva prorsa (Linnaeus, 1758)                 | Descoperit: jud. Arad, Ineu Dimensiuni: L:25 mm; LA:34 mm;                                   |           | Muzeul Național Secuiesc, Sfântu Gheorghe | Cimec    |
|      | Araschnia levana levana (Linnaeus, 1758) gen. aestiva prorsa (Linnaeus, 1758)                 | Descoperit: jud. Arad, Ineu Dimensiuni: L:24 mm; LA:35 mm;                                   |           | Muzeul Național Secuiesc, Sfântu Gheorghe | Cimec    |
|      | Araschnia levana levana (Linnaeus, 1758) gen. aestiva prorsa (Linnaeus, 1758)                 | Descoperit: jud. Arad, Ineu Dimensiuni: L:28 mm; LA:40 mm;                                   |           | Muzeul Național Secuiesc, Sfântu Gheorghe | Cimec    |
|      | Araschnia levana levana (Linnaeus, 1758) gen. aestiva prorsa (Linnaeus, 1758)                 | Descoperit: jud. Arad, Ineu Dimensiuni: L:23 mm; LA:37 mm;                                   |           | Muzeul Național Secuiesc, Sfântu Gheorghe | Cimec    |
|      | Araschnia levana levana (Linnaeus, 1758) gen. aestiva prorsa (Linnaeus, 1758)                 | Descoperit: jud. Arad, Ineu Dimensiuni: L:26 mm; LA:36 mm;                                   |           | Muzeul Național Secuiesc, Sfântu Gheorghe | Cimec    |
|      | Araschnia levana levana (Linnaeus, 1758) gen. aestiva prorsa (Linnaeus, 1758)                 | Descoperit: jud. Arad, Ineu Dimensiuni: L:23 mm; LA:33 mm;                                   |           | Muzeul Național Secuiesc, Sfântu Gheorghe | Cimec    |
|      | Araschnia levana levana (Linnaeus, 1758) gen. aestiva prorsa (Linnaeus, 1758)                 | Descoperit: jud. Arad, Ineu Dimensiuni: L:22 mm; LA:32 mm;                                   |           | Muzeul Național Secuiesc, Sfântu Gheorghe | Cimec    |
|      | Araschnia levana levana (Linnaeus, 1758) gen. aestiva prorsa (Linnaeus, 1758)                 | Descoperit: jud. Arad, Ineu Dimensiuni: L:23 mm; LA:33 mm;                                   |           | Muzeul Național Secuiesc, Sfântu Gheorghe | Cimec    |
|      | Araschnia levana levana (Linnaeus, 1758) gen. aestiva prorsa (Linnaeus, 1758)                 | Descoperit: jud. Arad, Ineu Dimensiuni: L:22 mm; LA:32 mm;                                   |           | Muzeul Național Secuiesc, Sfântu Gheorghe | Cimec    |
|      | Araschnia levana levana (Linnaeus, 1758) gen. aestiva prorsa (Linnaeus, 1758)                 | Descoperit: jud. Hunedoara, Munții Retezat Dimensiuni: L:29 mm; LA:36 mm;                    |           | Muzeul Național Secuiesc, Sfântu Gheorghe | Cimec    |
|      | Araschnia levana levana (Linnaeus, 1758) gen. aestiva prorsa (Linnaeus, 1758)                 | Descoperit: jud. Harghita, Munții Harghita Dimensiuni: L:27 mm; LA:38 mm;                    |           | Muzeul Național Secuiesc, Sfântu Gheorghe | Cimec    |
|      | Araschnia levana levana (Linnaeus, 1758) gen. aestiva prorsa (Linnaeus, 1758)                 | Descoperit: jud. Covasna, com. Malnaș, Bicsad Dimensiuni: L:27 mm; LA:37 mm;                 |           | Muzeul Național Secuiesc, Sfântu Gheorghe | Cimec    |
|      | Araschnia levana levana (Linnaeus, 1758) f. intermedia (Stichel, 1906)                        | Descoperit: jud. Arad, Ineu Dimensiuni: L:25 mm; LA:35 mm;                                   |           | Muzeul Național Secuiesc, Sfântu Gheorghe | Cimec    |
|      | Araschnia levana levana (Linnaeus, 1758) f. intermedia (Stichel, 1906)                        | Descoperit: jud. Arad, Ineu Dimensiuni: L:23 mm; LA:30 mm;                                   |           | Muzeul Național Secuiesc, Sfântu Gheorghe | Cimec    |
|      | Araschnia levana levana (Linnaeus, 1758) f. intermedia (Stichel, 1906)                        | Descoperit: jud. Arad, Ineu Dimensiuni: L:23 mm; LA:40 mm;                                   |           | Muzeul Național Secuiesc, Sfântu Gheorghe | Cimec    |
|      | Araschnia levana levana (Linnaeus, 1758) f. intermedia (Stichel, 1906)                        | Descoperit: jud. Arad, Ineu Dimensiuni: L:26 mm; LA:36 mm;                                   |           | Muzeul Național Secuiesc, Sfântu Gheorghe | Cimec    |
|      | Araschnia levana levana (Linnaeus, 1758) f. intermedia (Stichel, 1906)                        | Descoperit: jud. Arad, Ineu Dimensiuni: L:20 mm; LA:27 mm;                                   |           | Muzeul Național Secuiesc, Sfântu Gheorghe | Cimec    |
|      | Araschnia levana levana (Linnaeus, 1758) f. intermedia (Stichel, 1906)                        | Descoperit: jud. Arad, Ineu Dimensiuni: L:24 mm; LA:34 mm;                                   |           | Muzeul Național Secuiesc, Sfântu Gheorghe | Cimec    |
|      | Araschnia levana levana (Linnaeus, 1758) f. intermedia (Stichel, 1906)                        | Descoperit: jud. Arad, Ineu Dimensiuni: L:23 mm; LA:33 mm;                                   |           | Muzeul Național Secuiesc, Sfântu Gheorghe | Cimec    |
|      | Araschnia levana levana (Linnaeus, 1758) f. intermedia (Stichel, 1906)                        | Descoperit: jud. Arad, Ineu Dimensiuni: L:26 mm; LA:36 mm;                                   |           | Muzeul Național Secuiesc, Sfântu Gheorghe | Cimec    |
|      | Araschnia levana levana (Linnaeus, 1758) f. intermedia (Stichel, 1906)                        | Descoperit: jud. Hunedoara, Munții Retezat Dimensiuni: L:22 mm; LA:34 mm;                    |           | Muzeul Național Secuiesc, Sfântu Gheorghe | Cimec    |
|      | Araschnia levana levana (Linnaeus, 1758) f. intermedia (Stichel, 1906)                        | Descoperit: jud. Harghita, Munții Harghita Dimensiuni: L:23 mm; LA:33 mm;                    |           | Muzeul Național Secuiesc, Sfântu Gheorghe | Cimec    |
|      | Araschnia levana levana (Linnaeus, 1758) f. intermedia (Stichel, 1906)                        | Descoperit: jud. Harghita, Munții Harghita Dimensiuni: L:23 mm; LA:34 mm;                    |           | Muzeul Național Secuiesc, Sfântu Gheorghe | Cimec    |
|      | Araschnia levana levana (Linnaeus, 1758) f. obscura (Fenton, 1881)                            | Descoperit: jud. Arad, Ineu Dimensiuni: L:22 mm; LA:27 mm;                                   |           | Muzeul Național Secuiesc, Sfântu Gheorghe | Cimec    |
|      | Araschnia levana levana (Linnaeus, 1758) f. obscura (Fenton, 1881)                            | Descoperit: jud. Arad, Ineu Dimensiuni: L:23 mm; LA:33 mm;                                   |           | Muzeul Național Secuiesc, Sfântu Gheorghe | Cimec    |
|      | Araschnia levana levana (Linnaeus, 1758) f. obscura (Fenton, 1881)                            | Descoperit: jud. Arad, Ineu Dimensiuni: L:22 mm; LA:30 mm;                                   |           | Muzeul Național Secuiesc, Sfântu Gheorghe | Cimec    |
|      | Araschnia levana levana (Linnaeus, 1758) f. obscura (Fenton, 1881)                            | Descoperit: jud. Arad, Ineu Dimensiuni: L:23 mm; LA:33 mm;                                   |           | Muzeul Național Secuiesc, Sfântu Gheorghe | Cimec    |
|      | Araschnia levana levana (Linnaeus, 1758) f. porima (Ochsenheimer, 1807)                       | Descoperit: jud. Hunedoara, Munții Retezat Dimensiuni: L:25 mm; LA:37 mm;                    |           | Muzeul Național Secuiesc, Sfântu Gheorghe | Cimec    |
|      | Araschnia levana levana (Linnaeus, 1758)                                                      | Descoperit: jud. Arad, Ineu Dimensiuni: L:26 mm; LA:34 mm;                                   |           | Muzeul Național Secuiesc, Sfântu Gheorghe | Cimec    |
|      | Araschnia levana levana f. completa                                                           | Descoperit: jud. Arad, Ineu Dimensiuni: L:25 mm; LA:35 mm;                                   |           | Muzeul Național Secuiesc, Sfântu Gheorghe | Cimec    |
|      | Araschnia levana levana f. extrema                                                            | Descoperit: jud. Arad, Ineu Dimensiuni: L:18 mm; LA:34 mm;                                   |           | Muzeul Național Secuiesc, Sfântu Gheorghe | Cimec    |
|      | Nymphalis antiopa antiopa (Linnaeus, 1758)                                                    | Descoperit: jud. Arad, Ineu Dimensiuni: L:52 mm; LA:64 mm;                                   |           | Muzeul Național Secuiesc, Sfântu Gheorghe | Cimec    |
|      | Nymphalis antiopa antiopa (Linnaeus, 1758)                                                    | Descoperit: jud. Arad, Ineu Dimensiuni: L:47 mm; LA:65 mm;                                   |           | Muzeul Național Secuiesc, Sfântu Gheorghe | Cimec    |
|      | Nymphalis antiopa antiopa (Linnaeus, 1758)                                                    | Descoperit: jud. Arad, Ineu Dimensiuni: L:48 mm; LA:68 mm;                                   |           | Muzeul Național Secuiesc, Sfântu Gheorghe | Cimec    |
|      | Nymphalis antiopa antiopa (Linnaeus, 1758)                                                    | Descoperit: jud. Arad, Ineu Dimensiuni: L:52 mm; LA:77 mm;                                   |           | Muzeul Național Secuiesc, Sfântu Gheorghe | Cimec    |
|      | Nymphalis antiopa antiopa (Linnaeus, 1758)                                                    | Descoperit: jud. Hunedoara, Munții Retezat Dimensiuni: L:49 mm; LA:68 mm;                    |           | Muzeul Național Secuiesc, Sfântu Gheorghe | Cimec    |
|      | Nymphalis antiopa antiopa (Linnaeus, 1758)                                                    | Descoperit: jud. Hunedoara, Munții Retezat Dimensiuni: L:46 mm; LA:64 mm;                    |           | Muzeul Național Secuiesc, Sfântu Gheorghe | Cimec    |
|      | Nymphalis antiopa antiopa (Linnaeus, 1758)                                                    | Descoperit: jud. Hunedoara, Munții Retezat Dimensiuni: L:50 mm; LA:60 mm;                    |           | Muzeul Național Secuiesc, Sfântu Gheorghe | Cimec    |
|      | Nymphalis antiopa antiopa (Linnaeus, 1758)                                                    | Descoperit: jud. Hunedoara, Munții Retezat Dimensiuni: L:50 mm; LA:65 mm;                    |           | Muzeul Național Secuiesc, Sfântu Gheorghe | Cimec    |
|      | Nymphalis antiopa antiopa (Linnaeus, 1758)                                                    | Descoperit: jud. Hunedoara, Munții Retezat Dimensiuni: L:48 mm; LA:52 mm;                    |           | Muzeul Național Secuiesc, Sfântu Gheorghe | Cimec    |
|      | Nymphalis antiopa antiopa (Linnaeus, 1758)                                                    | Descoperit: jud. Hunedoara, Munții Retezat Dimensiuni: L:52 mm; LA:63 mm;                    |           | Muzeul Național Secuiesc, Sfântu Gheorghe | Cimec    |
|      | Nymphalis antiopa antiopa (Linnaeus, 1758)                                                    | Descoperit: jud. Hunedoara, Munții Retezat Dimensiuni: L:52 mm; LA:63 mm;                    |           | Muzeul Național Secuiesc, Sfântu Gheorghe | Cimec    |
|      | Inachis io io (Linnaeus, 1758)                                                                | Descoperit: jud. Arad, Ineu Dimensiuni: L:42 mm; LA:58 mm;                                   |           | Muzeul Național Secuiesc, Sfântu Gheorghe | Cimec    |
|      | Inachis io io (Linnaeus, 1758)                                                                | Descoperit: jud. Arad, Ineu Dimensiuni: L:43 mm; LA:55 mm;                                   |           | Muzeul Național Secuiesc, Sfântu Gheorghe | Cimec    |
|      | Inachis io io (Linnaeus, 1758)                                                                | Descoperit: jud. Arad, Ineu Dimensiuni: L:46 mm; LA:61 mm;                                   |           | Muzeul Național Secuiesc, Sfântu Gheorghe | Cimec    |
|      | Inachis io io (Linnaeus, 1758)                                                                | Descoperit: jud. Arad, Ineu Dimensiuni: L:40 mm; LA:53 mm;                                   |           | Muzeul Național Secuiesc, Sfântu Gheorghe | Cimec    |
|      | Inachis io io (Linnaeus, 1758)                                                                | Descoperit: jud. Arad, Ineu Dimensiuni: L:42 mm; LA:56 mm;                                   |           | Muzeul Național Secuiesc, Sfântu Gheorghe | Cimec    |
|      | Inachis io io (Linnaeus, 1758)                                                                | Descoperit: jud. Arad, Ineu Dimensiuni: L:44 mm; LA:59 mm;                                   |           | Muzeul Național Secuiesc, Sfântu Gheorghe | Cimec    |
|      | Inachis io io (Linnaeus, 1758)                                                                | Descoperit: jud. Arad, Ineu Dimensiuni: L:44 mm; LA:56 mm;                                   |           | Muzeul Național Secuiesc, Sfântu Gheorghe | Cimec    |
|      | Inachis io io (Linnaeus, 1758)                                                                | Descoperit: jud. Timiș, Lovrin Dimensiuni: L:35 mm; LA:46 mm;                                |           | Muzeul Național Secuiesc, Sfântu Gheorghe | Cimec    |
|      | Inachis io io (Linnaeus, 1758)                                                                | Descoperit: jud. Covasna, Comandău Dimensiuni: L:40 mm; LA:54 mm;                            |           | Muzeul Național Secuiesc, Sfântu Gheorghe | Cimec    |
|      | Inachis io io (Linnaeus, 1758) f. ioides (Ochsenheimer, 1807)                                 | Descoperit: jud. Arad, Ineu Dimensiuni: L:33 mm; LA:45 mm;                                   |           | Muzeul Național Secuiesc, Sfântu Gheorghe | Cimec    |
|      | Inachis io io (Linnaeus, 1758) f. exoculata (Weymer, 1878)                                    | Descoperit: jud. Timiș, Lovrin Dimensiuni: L:38 mm; LA:52 mm;                                |           | Muzeul Național Secuiesc, Sfântu Gheorghe | Cimec    |
|      | Inachis io io (Linnaeus, 1758) f. calorefacta (Urech, 1897)                                   | Descoperit: jud. Timiș, Lovrin Dimensiuni: L:33 mm; LA:45 mm;                                |           | Muzeul Național Secuiesc, Sfântu Gheorghe | Cimec    |
|      | Inachis io io (Linnaeus, 1758)                                                                | Descoperit: jud. Bihor, Munții Codru-Moma Dimensiuni: L:43 mm; LA:52 mm;                     |           | Muzeul Național Secuiesc, Sfântu Gheorghe | Cimec    |
|      | Aglais urticae urticae (Linnaeus, 1758)                                                       | Descoperit: jud. Arad, Ineu Dimensiuni: L:37 mm; LA:52mm;                                    |           | Muzeul Național Secuiesc, Sfântu Gheorghe | Cimec    |
|      | Aglais urticae urticae (Linnaeus, 1758)                                                       | Descoperit: jud. Arad, Ineu Dimensiuni: L:34 mm; LA:46 mm;                                   |           | Muzeul Național Secuiesc, Sfântu Gheorghe | Cimec    |
|      | Aglais urticae urticae (Linnaeus, 1758)                                                       | Descoperit: jud. Arad, Ineu Dimensiuni: L:39 mm; LA:47 mm;                                   |           | Muzeul Național Secuiesc, Sfântu Gheorghe | Cimec    |
|      | Aglais urticae urticae (Linnaeus, 1758)                                                       | Descoperit: jud. Hunedoara, Munții Retezat Dimensiuni: L:35 mm; LA:46 mm;                    |           | Muzeul Național Secuiesc, Sfântu Gheorghe | Cimec    |
|      | Aglais urticae urticae (Linnaeus, 1758)                                                       | Descoperit: jud. Hunedoara, Munții Retezat Dimensiuni: L:36 mm; LA:45 mm;                    |           | Muzeul Național Secuiesc, Sfântu Gheorghe | Cimec    |
|      | Aglais urticae urticae (Linnaeus, 1758)                                                       | Descoperit: jud. Hunedoara, Munții Retezat Dimensiuni: L:34 mm; LA:47 mm;                    |           | Muzeul Național Secuiesc, Sfântu Gheorghe | Cimec    |
|      | Aglais urticae urticae (Linnaeus, 1758)                                                       | Descoperit: jud. Hunedoara, Munții Retezat Dimensiuni: L:35 mm; LA:45 mm;                    |           | Muzeul Național Secuiesc, Sfântu Gheorghe | Cimec    |
|      | Aglais urticae urticae (Linnaeus, 1758)                                                       | Descoperit: jud. Hunedoara, Munții Retezat Dimensiuni: L:32 mm; LA:40 mm;                    |           | Muzeul Național Secuiesc, Sfântu Gheorghe | Cimec    |
|      | Aglais urticae urticae (Linnaeus, 1758)                                                       | Descoperit: jud. Vrancea, Munte Goru Dimensiuni: L:35 mm; LA:43 mm;                          |           | Muzeul Național Secuiesc, Sfântu Gheorghe | Cimec    |
|      | Aglais urticae urticae (Linnaeus, 1758)                                                       | Descoperit: jud. Harghita, Munții Harghita Dimensiuni: L:37 mm; LA:45 mm;                    |           | Muzeul Național Secuiesc, Sfântu Gheorghe | Cimec    |
|      | Aglais urticae urticae (Linnaeus, 1758)                                                       | Descoperit: jud. Covasna, com. Malnaș, Bixad Dimensiuni: L:31 mm; LA:40 mm;                  |           | Muzeul Național Secuiesc, Sfântu Gheorghe | Cimec    |
|      | Aglais urticae urticae (Linnaeus, 1758), f. turcica (Staudinger, 1871)                        | Descoperit: jud. Hunedoara, Munții Retezat Dimensiuni: L:32 mm; LA:40 mm;                    |           | Muzeul Național Secuiesc, Sfântu Gheorghe | Cimec    |
|      | Melitaea didyma didyma (Esper, 1779)                                                          | Descoperit: jud. Arad, Ineu Dimensiuni: L:29 mm; LA:44mm;                                    |           | Muzeul Național Secuiesc, Sfântu Gheorghe | Cimec    |
|      | Melitaea didyma didyma (Esper, 1779)                                                          | Descoperit: jud. Arad, Ineu Dimensiuni: L:27 mm; LA:41 mm;                                   |           | Muzeul Național Secuiesc, Sfântu Gheorghe | Cimec    |
|      | Melitaea didyma didyma (Esper, 1779)                                                          | Descoperit: jud. Arad, Ineu Dimensiuni: L:26 mm; LA:38 mm;                                   |           | Muzeul Național Secuiesc, Sfântu Gheorghe | Cimec    |
|      | Melitaea didyma didyma (Esper, 1779)                                                          | Descoperit: jud. Arad, Ineu Dimensiuni: L:28 mm; LA:41 mm;                                   |           | Muzeul Național Secuiesc, Sfântu Gheorghe | Cimec    |
|      | Melitaea didyma didyma (Esper, 1779)                                                          | Descoperit: jud. Arad, Ineu Dimensiuni: L:29 mm; LA:45 mm;                                   |           | Muzeul Național Secuiesc, Sfântu Gheorghe | Cimec    |
|      | Melitaea didyma didyma (Esper, 1779)                                                          | Descoperit: jud. Arad, Ineu Dimensiuni: L:27 mm; LA:40 mm;                                   |           | Muzeul Național Secuiesc, Sfântu Gheorghe | Cimec    |
|      | Melitaea didyma didyma (Esper, 1779)                                                          | Descoperit: jud. Arad, Ineu Dimensiuni: L:30 mm; LA:46 mm;                                   |           | Muzeul Național Secuiesc, Sfântu Gheorghe | Cimec    |
|      | Melitaea didyma didyma (Esper, 1779)                                                          | Descoperit: jud. Arad, Ineu Dimensiuni: L:22 mm; LA:31 mm;                                   |           | Muzeul Național Secuiesc, Sfântu Gheorghe | Cimec    |
|      | Melitaea didyma didyma (Esper, 1779)                                                          | Descoperit: jud. Arad, Ineu Dimensiuni: L:27 mm; LA:38 mm;                                   |           | Muzeul Național Secuiesc, Sfântu Gheorghe | Cimec    |
|      | Melitaea didyma didyma (Esper,1779)                                                           | Descoperit: jud. Hunedoara, Munții Retezat Dimensiuni: L:24 mm; LA:39 mm;                    |           | Muzeul Național Secuiesc, Sfântu Gheorghe | Cimec    |
|      | Melitaea didyma didyma (Esper,1779)                                                           | Descoperit: jud. Hunedoara, Munții Retezat Dimensiuni: L:25 mm; LA:34 mm;                    |           | Muzeul Național Secuiesc, Sfântu Gheorghe | Cimec    |
|      | Melitaea didyma didyma (Esper,1779)                                                           | Descoperit: jud. Hunedoara, Munții Retezat Dimensiuni: L:28 mm; LA:40 mm;                    |           | Muzeul Național Secuiesc, Sfântu Gheorghe | Cimec    |
|      | Melitaea didyma didyma (Esper,1779)                                                           | Descoperit: jud. Hunedoara, Munții Retezat Dimensiuni: L:27 mm; LA:40 mm;                    |           | Muzeul Național Secuiesc, Sfântu Gheorghe | Cimec    |
|      | Melitaea didyma didyma (Esper,1779)                                                           | Descoperit: jud. Hunedoara, Munții Retezat Dimensiuni: L:26 mm; LA:39 mm;                    |           | Muzeul Național Secuiesc, Sfântu Gheorghe | Cimec    |
|      | Melitaea didyma didyma (Esper, 1779)                                                          | Descoperit: jud. Covasna, com. Reci, Mestecănișul de la Reci Dimensiuni: L:25 mm; LA:34mm;   |           | Muzeul Național Secuiesc, Sfântu Gheorghe | Cimec    |
|      | Melitaea didyma didyma (Esper, 1779) f. meridionalis (Staudinger, 1870)                       | Descoperit: jud. Arad, com. Ineu, Ineu Dimensiuni: L:25 mm; LA:38 mm;                        |           | Muzeul Național Secuiesc, Sfântu Gheorghe | Cimec    |
|      | Melitaea didyma didyma (Esper, 1779)                                                          | Descoperit: jud. Covasna, com. Reci, Mestecănișul de la Reci Dimensiuni: L:26 mm; LA:37 mm;  |           | Muzeul Național Secuiesc, Sfântu Gheorghe | Cimec    |
|      | Melitaea didyma didyma (Esper, 1779)                                                          | Descoperit: jud. Mureș, com. Sovata, Sovata Dimensiuni: L:26 mm; LA:43 mm;                   |           | Muzeul Național Secuiesc, Sfântu Gheorghe | Cimec    |
|      | Melitaea didyma didyma (Esper, 1779) f. meridionalis (Staudinger, 1870)                       | Descoperit: jud. Arad, com. Ineu, Ineu Dimensiuni: L:24 mm; LA:38 mm;                        |           | Muzeul Național Secuiesc, Sfântu Gheorghe | Cimec    |
|      | Melitaea didyma didyma (Esper, 1779) f. meridionalis (Staudinger, 1870)                       | Descoperit: jud. Arad, com. Ineu, Ineu Dimensiuni: L:26 mm; LA:38 mm;                        |           | Muzeul Național Secuiesc, Sfântu Gheorghe | Cimec    |
|      | Melitaea didyma didyma (Esper, 1779)                                                          | Descoperit: jud. Covasna, com. Reci, Mestecănișul de la Reci Dimensiuni: L:25 mm; LA:38 mm;  |           | Muzeul Național Secuiesc, Sfântu Gheorghe | Cimec    |
|      | Melitaea didyma didyma (Esper, 1779) f. meridionalis (Staudinger, 1870)                       | Descoperit: jud. Arad, com. Ineu, Ineu Dimensiuni: L:26 mm; LA:39 mm;                        |           | Muzeul Național Secuiesc, Sfântu Gheorghe | Cimec    |
|      | Melitaea didyma didyma (Esper, 1779) f. meridionalis (Staudinger, 1870)                       | Descoperit: jud. Arad, com. Ineu, Ineu Dimensiuni: L:30 mm; LA:43 mm;                        |           | Muzeul Național Secuiesc, Sfântu Gheorghe | Cimec    |
|      | Melitaea didyma didyma (Esper, 1779) f. meridionalis (Staudinger, 1870)                       | Descoperit: jud. Arad, com. Ineu, Ineu Dimensiuni: L:27 mm; LA:43 mm;                        |           | Muzeul Național Secuiesc, Sfântu Gheorghe | Cimec    |
|      | Melitaea didyma didyma (Esper, 1779) f. meridionalis (Staudinger, 1870)                       | Descoperit: jud. Arad, com. Ineu, Ineu Dimensiuni: L:29 mm; LA:43 mm;                        |           | Muzeul Național Secuiesc, Sfântu Gheorghe | Cimec    |
|      | Melitaea didyma didyma (Esper, 1779) f. meridionalis (Staudinger, 1870)                       | Descoperit: jud. Arad, com. Ineu, Ineu Dimensiuni: L:26 mm; LA:41 mm;                        |           | Muzeul Național Secuiesc, Sfântu Gheorghe | Cimec    |
|      | Melitaea didyma didyma (Esper, 1779) f. meridionalis (Staudinger, 1870)                       | Descoperit: jud. Arad, com. Ineu, Ineu Dimensiuni: L:20 mm; LA:31 mm;                        |           | Muzeul Național Secuiesc, Sfântu Gheorghe | Cimec    |
|      | Melitaea didyma didyma (Esper, 1779) f. meridionalis (Staudinger, 1870)                       | Descoperit: jud. Hunedoara, Munții Retezat Dimensiuni: L:24 mm; LA:34 mm;                    |           | Muzeul Național Secuiesc, Sfântu Gheorghe | Cimec    |
|      | Melitaea didyma didyma (Esper, 1779) f. meridionalis (Staudinger, 1870)                       | Descoperit: jud. Harghita, Munții Harghita Dimensiuni: L:21 mm; LA:31 mm;                    |           | Muzeul Național Secuiesc, Sfântu Gheorghe | Cimec    |
|      | Nymphalis polychloros polychloros (Linnaeus, 1758)                                            | Descoperit: jud. Arad, Ineu Dimensiuni: L:49 mm; LA:62 mm;                                   |           | Muzeul Național Secuiesc, Sfântu Gheorghe | Cimec    |
|      | Nymphalis polychloros polychloros (Linnaeus, 1758)                                            | Descoperit: jud. Arad, Ineu Dimensiuni: L:35 mm; LA:46 mm;                                   |           | Muzeul Național Secuiesc, Sfântu Gheorghe | Cimec    |
|      | Nymphalis polychloros polychloros (Linnaeus, 1758)                                            | Descoperit: jud. Arad, Ineu Dimensiuni: L:35 mm; LA:45 mm;                                   |           | Muzeul Național Secuiesc, Sfântu Gheorghe | Cimec    |
|      | Nymphalis polychloros polychloros (Linnaeus, 1758)                                            | Descoperit: jud. Arad, Ineu Dimensiuni: L:48 mm; LA:58 mm;                                   |           | Muzeul Național Secuiesc, Sfântu Gheorghe | Cimec    |
|      | Nymphalis polychloros polychloros (Linnaeus, 1785)                                            | Descoperit: jud. Arad, Ineu Dimensiuni: L:34 mm; LA:43 mm;                                   |           | Muzeul Național Secuiesc, Sfântu Gheorghe | Cimec    |
|      | Nymphalis polychloros polychloros (Linnaeus, 1785)                                            | Descoperit: jud. Arad, Ineu Dimensiuni: L:43 mm; LA: 50 mm;                                  |           | Muzeul Național Secuiesc, Sfântu Gheorghe | Cimec    |
|      | Nymphalis polychloros polychloros (Linnaeus, 1785)                                            | Descoperit: jud. Hunedoara, Munții Retezat Dimensiuni: L:45 mm; LA:53 mm;                    |           | Muzeul Național Secuiesc, Sfântu Gheorghe | Cimec    |
|      | Nymphalis polychloros polychloros (Linnaeus, 1785)                                            | Descoperit: jud. Covasna, Comandău Dimensiuni: L:33 mm; LA:52 mm;                            |           | Muzeul Național Secuiesc, Sfântu Gheorghe | Cimec    |
|      | Nymphalis xanthomelas xanthomelas (Denis & Schiffermüller, 1775)                              | Descoperit: jud. Arad, Ineu Dimensiuni: L:47 mm; LA:62 mm;                                   |           | Muzeul Național Secuiesc, Sfântu Gheorghe | Cimec    |
|      | Nymphalis xanthomelas xanthomelas (Denis & Schiffermüller, 1775)                              | Descoperit: jud. Hunedoara, Munții Retezat Dimensiuni: L:50 mm; LA:65mm;                     |           | Muzeul Național Secuiesc, Sfântu Gheorghe | Cimec    |
|      | Nymphalis xanthomelas xanthomelas (Denis & Schiffermüller, 1775)                              | Descoperit: jud. Arad, Ineu Dimensiuni: L:37 mm; LA:51 mm;                                   |           | Muzeul Național Secuiesc, Sfântu Gheorghe | Cimec    |
|      | Nymphalis xanthomelas xanthomelas (Denis & Schiffermüller, 1775)                              | Descoperit: jud. Arad, Ineu Dimensiuni: L:45 mm; LA:56 mm;                                   |           | Muzeul Național Secuiesc, Sfântu Gheorghe | Cimec    |
|      | Nymphalis xanthomelas xanthomelas (Denis & Schiffermüller, 1775)                              | Descoperit: jud. Arad, Ineu Dimensiuni: L:48 mm; LA:67 mm;                                   |           | Muzeul Național Secuiesc, Sfântu Gheorghe | Cimec    |
|      | Nymphalis xanthomelas xanthomelas (Denis & Schiffermüller, 1775)                              | Descoperit: jud. Hunedoara, Munții Retezat Dimensiuni: L:53 mm; LA:66 mm;                    |           | Muzeul Național Secuiesc, Sfântu Gheorghe | Cimec    |
|      | Nymphalis xanthomelas xanthomelas (Denis & Schiffermüller, 1775)                              | Descoperit: jud. Hunedoara, Munții Retezat Dimensiuni: L:45 mm; LA:55 mm;                    |           | Muzeul Național Secuiesc, Sfântu Gheorghe | Cimec    |
|      | Nymphalis xanthomelas xanthomelas (Denis & Schiffermüller, 1775)                              | Descoperit: jud. Hunedoara, Munții Retezat Dimensiuni: L:54 mm; LA:63 mm;                    |           | Muzeul Național Secuiesc, Sfântu Gheorghe | Cimec    |
|      | Nymphalis xanthomelas xanthomelas (Denis & Schiffermüller, 1775)                              | Descoperit: jud. Hunedoara, Munții Retezat Dimensiuni: L:42 mm; LA:58 mm;                    |           | Muzeul Național Secuiesc, Sfântu Gheorghe | Cimec    |
|      | Nymphalis xanthomelas xanthomelas (Denis & Schiffermüller, 1775)                              | Descoperit: jud. Hunedoara, Munții Retezat Dimensiuni: L:43 mm; LA:51 mm;                    |           | Muzeul Național Secuiesc, Sfântu Gheorghe | Cimec    |
|      | Nymphalis xanthomelas xanthomelas (Denis & Schiffermüller, 1775)                              | Descoperit: jud. Bihor, Munții Codru-Moma Dimensiuni: L:45 mm; LA:58 mm;                     |           | Muzeul Național Secuiesc, Sfântu Gheorghe | Cimec    |
|      | Nymphalis xanthomelas xanthomelas (Denis & Schiffermüller, 1775)                              | Descoperit: jud. Covasna, Comandău Dimensiuni: L:47 mm; LA:61 mm;                            |           | Muzeul Național Secuiesc, Sfântu Gheorghe | Cimec    |
|      | Nymphalis xanthomelas xanthomelas (Denis & Schiffermüller, 1775)                              | Descoperit: jud. Hunedoara, Munții Retezat Dimensiuni: L:48 mm; LA:61 mm;                    |           | Muzeul Național Secuiesc, Sfântu Gheorghe | Cimec    |
|      | Nymphalis xanthomelas xanthomelas (Denis & Schiffermüller, 1775)                              | Descoperit: jud. Hunedoara, Munții Retezat Dimensiuni: L:40 mm; LA:55 mm;                    |           | Muzeul Național Secuiesc, Sfântu Gheorghe | Cimec    |
|      | Nymphalis xanthomelas xanthomelas (Denis & Schiffermüller, 1775)                              | Descoperit: jud. Hunedoara, Munții Retezat Dimensiuni: L:45 mm; LA:57 mm;                    |           | Muzeul Național Secuiesc, Sfântu Gheorghe | Cimec    |
|      | Nymphalis xanthomelas xanthomelas (Denis & Schiffermüller, 1775)                              | Descoperit: jud. Hunedoara, Munții Retezat Dimensiuni: L:35 mm; LA:42 mm;                    |           | Muzeul Național Secuiesc, Sfântu Gheorghe | Cimec    |
|      | Nymphalis xanthomelas xanthomelas (Denis & Schiffermüller, 1775), f. fervescens Stichel, 1906 | Descoperit: jud. Hunedoara, Munții Retezat Dimensiuni: L:40 mm; LA:50 mm;                    |           | Muzeul Național Secuiesc, Sfântu Gheorghe | Cimec    |
|      | Nymphalis xanthomelas xanthomelas (Denis & Schiffermüller, 1775), f. fervescens Stichel, 1906 | Descoperit: jud. Hunedoara, Munții Retezat Dimensiuni: L:40 mm; LA:52 mm;                    |           | Muzeul Național Secuiesc, Sfântu Gheorghe | Cimec    |
|      | Nymphalis xanthomelas xanthomelas (Denis & Schiffermüller, 1775), f. fervescens Stichel, 1906 | Descoperit: jud. Hunedoara, Munții Retezat Dimensiuni: L:41 mm; LA:55 mm;                    |           | Muzeul Național Secuiesc, Sfântu Gheorghe | Cimec    |
|      | Euphydryas maturna (Linnaeus, 1758), ssp. partiensis (Varga, 1973)                            | Descoperit: jud. Arad, Ineu Dimensiuni: L:27 mm; LA:40 mm;                                   |           | Muzeul Național Secuiesc, Sfântu Gheorghe | Cimec    |
|      | Euphydryas maturna (Linnaeus, 1758), ssp. partiensis (Varga, 1973)                            | Descoperit: jud. Hunedoara, Munții Retezat Dimensiuni: L:30 mm; LA:37 mm;                    |           | Muzeul Național Secuiesc, Sfântu Gheorghe | Cimec    |
|      | Euphydryas maturna (Linnaeus, 1758), ssp. partiensis (Varga, 1973)                            | Descoperit: jud. Hunedoara, Munții Retezat Dimensiuni: L:31 mm; LA:38 mm;                    |           | Muzeul Național Secuiesc, Sfântu Gheorghe | Cimec    |
|      | Euphydryas maturna (Linnaeus, 1758), ssp. partiensis (Varga, 1973)                            | Descoperit: jud. Hunedoara, Munții Retezat Dimensiuni: L:30 mm; LA:43 mm;                    |           | Muzeul Național Secuiesc, Sfântu Gheorghe | Cimec    |
|      | Euphydryas maturna (Linnaeus, 1758), ssp. partiensis (Varga, 1973)                            | Descoperit: jud. Hunedoara, Munții Retezat Dimensiuni: L:31 mm; LA:38 mm;                    |           | Muzeul Național Secuiesc, Sfântu Gheorghe | Cimec    |
|      | Euphydryas maturna (Linnaeus, 1758) f. urbani (Hirschke, 1900)                                | Descoperit: jud. Arad, Ineu Dimensiuni: L:32 mm; LA:45 mm;                                   |           | Muzeul Național Secuiesc, Sfântu Gheorghe | Cimec    |
|      | Euphydryas maturna (Linnaeus, 1758) f. urbani (Hirschke, 1900)                                | Descoperit: jud. Hunedoara, Munții Retezat Dimensiuni: L:30 mm; LA:43 mm;                    |           | Muzeul Național Secuiesc, Sfântu Gheorghe | Cimec    |
|      | Euphydryas maturna (Linnaeus, 1758) f. urbani (Hirschke, 1900)                                | Descoperit: jud. Hunedoara, Munții Retezat Dimensiuni: L:25 mm; LA:35 mm;                    |           | Muzeul Național Secuiesc, Sfântu Gheorghe | Cimec    |
|      | Euphydryas maturna (Linnaeus, 1758) f. wolfensbergerti (Frey, 1880)                           | Descoperit: jud. Hunedoara, Munții Retezat Dimensiuni: L:31 mm; LA:45 mm;                    |           | Muzeul Național Secuiesc, Sfântu Gheorghe | Cimec    |
|      | Euphydryas maturna (Linnaeus, 1758) f. wolfensbergerti (Frey, 1880)                           | Descoperit: jud. Hunedoara, Munții Retezat Dimensiuni: L:32 mm; LA:46 mm;                    |           | Muzeul Național Secuiesc, Sfântu Gheorghe | Cimec    |
|      | Pieris rapae rapae (Linnaeus, 1758)                                                           | Descoperit: jud. Hunedoara, Munții Retezat Dimensiuni: L: 25 mm; La: 42 mm                   |           | Muzeul Național Secuiesc, Sfântu Gheorghe | Cimec    |
|      | Colias crocea crocea (Geoffroy in Fourcroy, 1785)                                             | Descoperit: jud. Hunedoara, Munții Retezat Dimensiuni: L: 32 mm; La: 47 mm                   |           | Muzeul Național Secuiesc, Sfântu Gheorghe | Cimec    |
|      | Pieris rapae rapae (Linnaeus, 1758)                                                           | Descoperit: jud. Arad, INEU Dimensiuni: L: 25 mm; La: 42 mm                                  |           | Muzeul Național Secuiesc, Sfântu Gheorghe | Cimec    |
|      | Pieris rapae rapae (Linnaeus, 1758)                                                           | Descoperit: jud. Arad, INEU Dimensiuni: L: 30 mm; La: 45 mm                                  |           | Muzeul Național Secuiesc, Sfântu Gheorghe | Cimec    |
|      | Pieris rapae rapae (Linnaeus, 1758)                                                           | Descoperit: jud. Arad, INEU Dimensiuni: L: 22 mm; La: 33 mm                                  |           | Muzeul Național Secuiesc, Sfântu Gheorghe | Cimec    |
|      | Pieris rapae rapae (Linnaeus, 1758)                                                           | Descoperit: jud. Hunedoara, Munții Retezat Dimensiuni: L: 29 mm; La: 45 mm                   |           | Muzeul Național Secuiesc, Sfântu Gheorghe | Cimec    |
|      | Pieris rapae rapae (Linnaeus, 1758)                                                           | Descoperit: jud. Arad, INEU Dimensiuni: L: 29 mm; La: 42 mm                                  |           | Muzeul Național Secuiesc, Sfântu Gheorghe | Cimec    |
|      | Pieris rapae rapae (Linnaeus, 1758)                                                           | Descoperit: jud. Covasna, COMANDĂU Dimensiuni: L: 30 mm; La: 45 mm                           |           | Muzeul Național Secuiesc, Sfântu Gheorghe | Cimec    |
|      | Pieris rapae rapae (Linnaeus, 1758)                                                           | Descoperit: jud. Arad, INEU Dimensiuni: L: 27 mm; La: 37 mm                                  |           | Muzeul Național Secuiesc, Sfântu Gheorghe | Cimec    |
|      | Pieris rapae rapae (Linnaeus, 1758)                                                           | Descoperit: jud. Arad, INEU Dimensiuni: L: 26 mm; La: 42 mm                                  |           | Muzeul Național Secuiesc, Sfântu Gheorghe | Cimec    |
|      | Pieris rapae rapae (Linnaeus, 1758)                                                           | Descoperit: jud. Arad, INEU Dimensiuni: L: 25 mm; La: 41 mm                                  |           | Muzeul Național Secuiesc, Sfântu Gheorghe | Cimec    |
|      | Pieris rapae rapae (Linnaeus, 1758)                                                           | Descoperit: jud. Arad, INEU Dimensiuni: L: 24 mm; La: 40 mm                                  |           | Muzeul Național Secuiesc, Sfântu Gheorghe | Cimec    |
|      | Pieris rapae rapae (Linnaeus, 1758)                                                           | Descoperit: jud. Hunedoara, Munții Retezat Dimensiuni: L: 25 mm; La: 31 mm                   |           | Muzeul Național Secuiesc, Sfântu Gheorghe | Cimec    |
|      | Pieris rapae rapae (Linnaeus, 1758)                                                           | Descoperit: jud. Hunedoara, Munții Retezat Dimensiuni: L: 26 mm; La: 40 mm                   |           | Muzeul Național Secuiesc, Sfântu Gheorghe | Cimec    |
|      | Pieris rapae rapae (Linnaeus, 1758)                                                           | Descoperit: jud. Hunedoara, Munții Retezat Dimensiuni: L: 26 mm; La: 40 mm                   |           | Muzeul Național Secuiesc, Sfântu Gheorghe | Cimec    |
|      | Pieris rapae rapae (Linnaeus, 1758)                                                           | Descoperit: jud. Hunedoara, Munții Retezat Dimensiuni: L: 27 mm; La: 47 mm                   |           | Muzeul Național Secuiesc, Sfântu Gheorghe | Cimec    |
|      | Pieris rapae rapae (Linnaeus, 1758)                                                           | Descoperit: jud. Arad, INEU Dimensiuni: L: 25 mm; La: 40 mm                                  |           | Muzeul Național Secuiesc, Sfântu Gheorghe | Cimec    |
|      | Pieris rapae rapae (Linnaeus, 1758)                                                           | Descoperit: jud. Arad, INEU Dimensiuni: L: 27 mm; La: 44 mm                                  |           | Muzeul Național Secuiesc, Sfântu Gheorghe | Cimec    |
|      | Pieris rapae rapae (Linnaeus, 1758)                                                           | Descoperit: jud. Arad, INEU Dimensiuni: L: 25 mm; La: 37 mm                                  |           | Muzeul Național Secuiesc, Sfântu Gheorghe | Cimec    |
|      | Pieris rapae rapae (Linnaeus, 1758)                                                           | Descoperit: jud. Arad, INEU Dimensiuni: L: 28 mm; La: 41 mm                                  |           | Muzeul Național Secuiesc, Sfântu Gheorghe | Cimec    |
|      | Pieris rapae rapae (Linnaeus, 1758)                                                           | Descoperit: jud. Arad, INEU Dimensiuni: L: 29 mm; La: 43 mm                                  |           | Muzeul Național Secuiesc, Sfântu Gheorghe | Cimec    |
|      | Colias crocea crocea (Geoffroy in Fourcroy, 1785)                                             | Descoperit: jud. Arad, INEU Dimensiuni: L: 38 mm; La: 47 mm                                  |           | Muzeul Național Secuiesc, Sfântu Gheorghe | Cimec    |
|      | Colias crocea crocea (Geoffroy in Fourcroy, 1785)                                             | Descoperit: jud. Arad, INEU Dimensiuni: L: 37 mm; La: 48 mm                                  |           | Muzeul Național Secuiesc, Sfântu Gheorghe | Cimec    |
|      | Pieris rapae rapae (Linnaeus, 1758)                                                           | Descoperit: jud. Arad, INEU Dimensiuni: L: 28 mm; La: 44 mm                                  |           | Muzeul Național Secuiesc, Sfântu Gheorghe | Cimec    |
|      | Pieris rapae rapae (Linnaeus, 1758)                                                           | Descoperit: jud. Covasna, RECI, Mestecănișul de la Reci Dimensiuni: L: 32 mm; La: 43 mm      |           | Muzeul Național Secuiesc, Sfântu Gheorghe | Cimec    |
|      | Pontia daplidice daplidice (Linnaeus, 1758)                                                   | Descoperit: jud. Covasna Dimensiuni: L: 30 mm; La: 41 mm                                     |           | Muzeul Național Secuiesc, Sfântu Gheorghe | Cimec    |
|      | Pontia daplidice daplidice (Linnaeus, 1758)                                                   | Descoperit: jud. Covasna, RECI, Mestecănișul de la Reci Dimensiuni: L: 25 mm; La: 39 mm      |           | Muzeul Național Secuiesc, Sfântu Gheorghe | Cimec    |
|      | Pontia daplidice daplidice (Linnaeus, 1758)                                                   | Descoperit: jud. Arad, INEU Dimensiuni: L: 27 mm; La: 39 mm                                  |           | Muzeul Național Secuiesc, Sfântu Gheorghe | Cimec    |
|      | Pontia daplidice daplidice (Linnaeus, 1758)                                                   | Descoperit: jud. Arad, INEU Dimensiuni: L: 23 mm; La: 32 mm                                  |           | Muzeul Național Secuiesc, Sfântu Gheorghe | Cimec    |
|      | Pontia daplidice daplidice (Linnaeus, 1758)                                                   | Descoperit: jud. Hunedoara, Munții Retezat Dimensiuni: L: 24 mm; La: 35 mm                   |           | Muzeul Național Secuiesc, Sfântu Gheorghe | Cimec    |
|      | Pontia daplidice daplidice (Linnaeus, 1758)                                                   | Descoperit: jud. Hunedoara, Munții Retezat Dimensiuni: L: 34 mm; La: 45 mm                   |           | Muzeul Național Secuiesc, Sfântu Gheorghe | Cimec    |
|      | Pontia daplidice daplidice (Linnaeus, 1758)                                                   | Descoperit: jud. Arad, INEU Dimensiuni: L: 26 mm; La: 35 mm                                  |           | Muzeul Național Secuiesc, Sfântu Gheorghe | Cimec    |
|      | Pontia daplidice daplidice (Linnaeus, 1758)                                                   | Descoperit: jud. Arad, INEU Dimensiuni: L: 15 mm; La: 31 mm                                  |           | Muzeul Național Secuiesc, Sfântu Gheorghe | Cimec    |
|      | Pontia daplidice daplidice (Linnaeus, 1758)                                                   | Descoperit: jud. Arad, INEU Dimensiuni: L: 25 mm; La: 36 mm                                  |           | Muzeul Național Secuiesc, Sfântu Gheorghe | Cimec    |
|      | Pontia daplidice daplidice (Linnaeus, 1758)                                                   | Descoperit: jud. Arad, INEU Dimensiuni: L: 27 mm; La: 42 mm                                  |           | Muzeul Național Secuiesc, Sfântu Gheorghe | Cimec    |
|      | Pontia daplidice daplidice (Linnaeus, 1758)                                                   | Descoperit: jud. Hunedoara, Munții Retezat Dimensiuni: L: 31 mm; La: 44 mm                   |           | Muzeul Național Secuiesc, Sfântu Gheorghe | Cimec    |
|      | Pontia daplidice daplidice (Linnaeus, 1758)                                                   | Descoperit: jud. Arad, INEU Dimensiuni: L: 27 mm; La: 42 mm                                  |           | Muzeul Național Secuiesc, Sfântu Gheorghe | Cimec    |
|      | Pontia daplidice daplidice (Linnaeus, 1758)                                                   | Descoperit: jud. Hunedoara, Munții Retezat Dimensiuni: L: 27 mm; La: 42 mm                   |           | Muzeul Național Secuiesc, Sfântu Gheorghe | Cimec    |
|      | Pontia daplidice daplidice (Linnaeus, 1758)                                                   | Descoperit: jud. Hunedoara, Munții Retezat Dimensiuni: L: 30 mm; La: 42 mm                   |           | Muzeul Național Secuiesc, Sfântu Gheorghe | Cimec    |
|      | Pontia daplidice daplidice (Linnaeus, 1758)                                                   | Descoperit: jud. Hunedoara, Munții Retezat Dimensiuni: L: 30 mm; La: 42 mm                   |           | Muzeul Național Secuiesc, Sfântu Gheorghe | Cimec    |
|      | Pontia daplidice daplidice (Linnaeus, 1758)                                                   | Descoperit: jud. Mureș, SOVATA Dimensiuni: L: 27 mm; La: 42 mm                               |           | Muzeul Național Secuiesc, Sfântu Gheorghe | Cimec    |
|      | Colias myrmidone myrmidone (Esper, 1781)                                                      | Descoperit: jud. Covasna, Mestecănișul de la Reci Dimensiuni: L: 30 mm; La: 45 mm            |           | Muzeul Național Secuiesc, Sfântu Gheorghe | Cimec    |
|      | Colias myrmidone myrmidone (Esper, 1781)                                                      | Descoperit: jud. Covasna, Mestecănișul de la Reci Dimensiuni: L: 28 mm; La: 45 mm            |           | Muzeul Național Secuiesc, Sfântu Gheorghe | Cimec    |
|      | Colias myrmidone myrmidone (Esper, 1781)                                                      | Descoperit: jud. Covasna, Mestecănișul de la Reci Dimensiuni: L: 32 mm; La: 45 mm            |           | Muzeul Național Secuiesc, Sfântu Gheorghe | Cimec    |
|      | Colias myrmidone myrmidone (Esper, 1781)                                                      | Descoperit: jud. Covasna, Mestecănișul de la Reci Dimensiuni: L: 28 mm; La: 40 mm            |           | Muzeul Național Secuiesc, Sfântu Gheorghe | Cimec    |
|      | Colias myrmidone myrmidone (Esper, 1781)                                                      | Descoperit: jud. Arad, NADEȘ Dimensiuni: L: 32 mm; La: 42 mm                                 |           | Muzeul Național Secuiesc, Sfântu Gheorghe | Cimec    |
|      | Pieris rapae rapae (Linnaeus, 1758)                                                           | Descoperit: jud. Arad, INEU Dimensiuni: L: 22 mm; La: 43 mm                                  |           | Muzeul Național Secuiesc, Sfântu Gheorghe | Cimec    |
|      | Colias myrmidone myrmidone (Esper, 1781)                                                      | Descoperit: jud. Covasna, Mestecănișul de la Reci Dimensiuni: L: 30 mm; La: 43 mm            |           | Muzeul Național Secuiesc, Sfântu Gheorghe | Cimec    |
|      | Colias australis (Verity, 1911)                                                               | Descoperit: jud. Hunedoara, Munții Retezat Dimensiuni: L: 30 mm; La: 40 mm                   |           | Muzeul Național Secuiesc, Sfântu Gheorghe | Cimec    |
|      | Colias australis (Verity, 1911)                                                               | Descoperit: jud. Arad, INEU Dimensiuni: L: 25 mm; La: 34 mm                                  |           | Muzeul Național Secuiesc, Sfântu Gheorghe | Cimec    |
|      | Colias australis (Verity, 1911)                                                               | Descoperit: jud. Arad, INEU Dimensiuni: L: 27 mm; La: 40 mm                                  |           | Muzeul Național Secuiesc, Sfântu Gheorghe | Cimec    |
|      | Colias australis (Verity, 1911)                                                               | Descoperit: jud. Arad, INEU Dimensiuni: L: 32 mm; La: 40 mm                                  |           | Muzeul Național Secuiesc, Sfântu Gheorghe | Cimec    |
|      | Colias australis (Verity, 1911)                                                               | Descoperit: jud. Hunedoara, Munții Retezat Dimensiuni: L: 29 mm; La: 38 mm                   |           | Muzeul Național Secuiesc, Sfântu Gheorghe | Cimec    |
|      | Colias australis (Verity, 1911)                                                               | Descoperit: jud. Hunedoara, Munții Retezat Dimensiuni: L: 28 mm; La: 37 mm                   |           | Muzeul Național Secuiesc, Sfântu Gheorghe | Cimec    |
|      | Pieris rapae rapae (Linnaeus, 1758)                                                           | Descoperit: jud. Arad, INEU Dimensiuni: L: 25 mm; La: 39 mm                                  |           | Muzeul Național Secuiesc, Sfântu Gheorghe | Cimec    |
|      | Colias australis (Verity, 1911)                                                               | Descoperit: jud. Arad, INEU Dimensiuni: L: 30 mm; La: 40 mm                                  |           | Muzeul Național Secuiesc, Sfântu Gheorghe | Cimec    |
|      | Colias hyale (Linnaeus, 1758)                                                                 | Descoperit: jud. Arad, INEU Dimensiuni: L: 30 mm; La: 40 mm                                  |           | Muzeul Național Secuiesc, Sfântu Gheorghe | Cimec    |
|      | Colias hyale (Linnaeus, 1758)                                                                 | Descoperit: jud. Arad, INEU Dimensiuni: L: 33 mm; La: 43 mm                                  |           | Muzeul Național Secuiesc, Sfântu Gheorghe | Cimec    |
|      | Colias hyale (Linnaeus, 1758)                                                                 | Descoperit: jud. Hunedoara, Munții Retezat Dimensiuni: L: 30 mm; La: 43 mm                   |           | Muzeul Național Secuiesc, Sfântu Gheorghe | Cimec    |
|      | Colias hyale (Linnaeus, 1758)                                                                 | Descoperit: jud. Arad, INEU Dimensiuni: L: 28 mm; La: 38 mm                                  |           | Muzeul Național Secuiesc, Sfântu Gheorghe | Cimec    |
|      | Colias australis (Verity, 1911)                                                               | Descoperit: jud. Hunedoara, Munții Retezat Dimensiuni: L: 30 mm; La: 43 mm                   |           | Muzeul Național Secuiesc, Sfântu Gheorghe | Cimec    |
|      | Colias hyale (Linnaeus, 1758)                                                                 | Descoperit: jud. Arad, INEU Dimensiuni: L: 35 mm; La: 40 mm                                  |           | Muzeul Național Secuiesc, Sfântu Gheorghe | Cimec    |
|      | Colias hyale (Linnaeus, 1758)                                                                 | Descoperit: jud. Arad, INEU Dimensiuni: L: 30 mm; La: 40 mm                                  |           | Muzeul Național Secuiesc, Sfântu Gheorghe | Cimec    |
|      | Colias hyale (Linnaeus, 1758)                                                                 | Descoperit: jud. Arad, INEU Dimensiuni: L: 38 mm; La: 48 mm                                  |           | Muzeul Național Secuiesc, Sfântu Gheorghe | Cimec    |
|      | Colias hyale (Linnaeus, 1758)                                                                 | Descoperit: jud. Arad, INEU Dimensiuni: L: 33 mm; La: 44 mm                                  |           | Muzeul Național Secuiesc, Sfântu Gheorghe | Cimec    |
|      | Colias hyale (Linnaeus, 1758)                                                                 | Descoperit: jud. Arad, INEU Dimensiuni: L: 30 mm; La: 43 mm                                  |           | Muzeul Național Secuiesc, Sfântu Gheorghe | Cimec    |
|      | Colias crocea crocea (Geoffroy in Fourcroy, 1785)                                             | Descoperit: jud. Arad, INEU Dimensiuni: L: 35 mm; La: 47 mm                                  |           | Muzeul Național Secuiesc, Sfântu Gheorghe | Cimec    |
|      | Colias hyale (Linnaeus, 1758)                                                                 | Descoperit: jud. Covasna, Munții Retezat Dimensiuni: L: 30 mm; La: 40 mm                     |           | Muzeul Național Secuiesc, Sfântu Gheorghe | Cimec    |
|      | Colias hyale (Linnaeus, 1758)                                                                 | Descoperit: jud. Arad, INEU Dimensiuni: L: 30 mm; La: 44 mm                                  |           | Muzeul Național Secuiesc, Sfântu Gheorghe | Cimec    |
|      | Colias hyale (Linnaeus, 1758)                                                                 | Descoperit: jud. Arad, INEU Dimensiuni: L: 25 mm; La: 32 mm                                  |           | Muzeul Național Secuiesc, Sfântu Gheorghe | Cimec    |
|      | Colias hyale (Linnaeus, 1758)                                                                 | Descoperit: jud. Covasna, COMANDĂU Dimensiuni: L: 30 mm; La: 43 mm                           |           | Muzeul Național Secuiesc, Sfântu Gheorghe | Cimec    |
|      | Colias hyale (Linnaeus, 1758)                                                                 | Descoperit: jud. Arad, INEU Dimensiuni: L: 30 mm; La: 42 mm                                  |           | Muzeul Național Secuiesc, Sfântu Gheorghe | Cimec    |
|      | Colias crocea crocea (Geoffroy in Fourcroy, 1785)                                             | Descoperit: jud. Hunedoara, Munții Retezat Dimensiuni: L: 30 mm; La: 50 mm                   |           | Muzeul Național Secuiesc, Sfântu Gheorghe | Cimec    |
|      | Colias crocea crocea (Geoffroy in Fourcroy, 1785)                                             | Descoperit: jud. Hunedoara, Munții Retezat Dimensiuni: L: 34 mm; La: 45 mm                   |           | Muzeul Național Secuiesc, Sfântu Gheorghe | Cimec    |
|      | Colias crocea crocea (Geoffroy in Fourcroy, 1785)                                             | Descoperit: jud. Covasna, Lacul Sfânta Ana Dimensiuni: L: 27 mm; La: 48 mm                   |           | Muzeul Național Secuiesc, Sfântu Gheorghe | Cimec    |
|      | Colias crocea crocea (Geoffroy in Fourcroy, 1785)                                             | Descoperit: jud. Arad, INEU Dimensiuni: L: 30 mm; La: 40 mm                                  |           | Muzeul Național Secuiesc, Sfântu Gheorghe | Cimec    |
|      | Colias crocea crocea (Geoffroy in Fourcroy, 1785)                                             | Descoperit: jud. Arad, INEU Dimensiuni: L: 32 mm; La: 45 mm                                  |           | Muzeul Național Secuiesc, Sfântu Gheorghe | Cimec    |
|      | Colias crocea crocea (Geoffroy in Fourcroy, 1785)                                             | Descoperit: jud. Arad, INEU Dimensiuni: L: 35 mm; La: 47 mm                                  |           | Muzeul Național Secuiesc, Sfântu Gheorghe | Cimec    |
|      | Colias crocea crocea (Geoffroy in Fourcroy, 1785)                                             | Descoperit: jud. Arad, INEU Dimensiuni: L: 34 mm; La: 45 mm                                  |           | Muzeul Național Secuiesc, Sfântu Gheorghe | Cimec    |
|      | Colias crocea crocea (Geoffroy in Fourcroy, 1785)                                             | Descoperit: jud. Arad, INEU Dimensiuni: L: 34 mm; La: 47 mm                                  |           | Muzeul Național Secuiesc, Sfântu Gheorghe | Cimec    |
|      | Colias crocea crocea (Geoffroy in Fourcroy, 1785)                                             | Descoperit: jud. Arad, INEU Dimensiuni: L: 35 mm; La: 47 mm                                  |           | Muzeul Național Secuiesc, Sfântu Gheorghe | Cimec    |
|      | Colias crocea crocea (Geoffroy in Fourcroy, 1785)                                             | Descoperit: jud. Hunedoara, Munții Retezat Dimensiuni: L: 33 mm; La: 45 mm                   |           | Muzeul Național Secuiesc, Sfântu Gheorghe | Cimec    |
|      | Colias crocea crocea (Geoffroy in Fourcroy, 1785)                                             | Descoperit: jud. Arad, INEU Dimensiuni: L: 35 mm; La: 47 mm                                  |           | Muzeul Național Secuiesc, Sfântu Gheorghe | Cimec    |
|      | Colias crocea crocea (Geoffroy in Fourcroy, 1785)                                             | Descoperit: jud. Arad, INEU Dimensiuni: L: 35 mm; La: 47 mm                                  |           | Muzeul Național Secuiesc, Sfântu Gheorghe | Cimec    |
|      | Colias crocea crocea (Geoffroy in Fourcroy, 1785)                                             | Descoperit: jud. Hunedoara, Munții Retezat Dimensiuni: L: 35 mm; La: 47 mm                   |           | Muzeul Național Secuiesc, Sfântu Gheorghe | Cimec    |
|      | Colias crocea crocea (Geoffroy in Fourcroy, 1785)                                             | Descoperit: jud. Hunedoara, Munții Retezat Dimensiuni: L: 35 mm; La: 45 mm                   |           | Muzeul Național Secuiesc, Sfântu Gheorghe | Cimec    |
|      | Colias crocea crocea (Geoffroy in Fourcroy, 1785)                                             | Descoperit: jud. Arad, INEU Dimensiuni: L: 25 mm; La: 40 mm                                  |           | Muzeul Național Secuiesc, Sfântu Gheorghe | Cimec    |
|      | Colias crocea crocea (Geoffroy in Fourcroy, 1785)                                             | Descoperit: jud. Arad, INEU Dimensiuni: L: 30 mm; La: 40 mm                                  |           | Muzeul Național Secuiesc, Sfântu Gheorghe | Cimec    |
|      | Colias crocea crocea (Geoffroy in Fourcroy, 1785)                                             | Descoperit: jud. Hunedoara, Munții Retezat Dimensiuni: L: 30 mm; La: 41 mm                   |           | Muzeul Național Secuiesc, Sfântu Gheorghe | Cimec    |
|      | Colias crocea crocea (Geoffroy in Fourcroy, 1785)                                             | Descoperit: jud. Covasna, COMANDĂU Dimensiuni: L: 27 mm; La: 40 mm                           |           | Muzeul Național Secuiesc, Sfântu Gheorghe | Cimec    |
|      | Colias crocea crocea (Geoffroy in Fourcroy, 1785)                                             | Descoperit: jud. Arad, INEU Dimensiuni: L: 25 mm; La: 35 mm                                  |           | Muzeul Național Secuiesc, Sfântu Gheorghe | Cimec    |
|      | Colias crocea crocea (Geoffroy in Fourcroy, 1785)                                             | Descoperit: jud. Arad, INEU Dimensiuni: L: 30 mm; La: 40 mm                                  |           | Muzeul Național Secuiesc, Sfântu Gheorghe | Cimec    |
|      | Colias crocea crocea (Geoffroy in Fourcroy, 1785)                                             | Descoperit: jud. Arad, INEU Dimensiuni: L: 37 mm; La: 45 mm                                  |           | Muzeul Național Secuiesc, Sfântu Gheorghe | Cimec    |
|      | Colias crocea crocea (Geoffroy in Fourcroy, 1785)                                             | Descoperit: jud. Hunedoara, Munții Retezat Dimensiuni: L: 38 mm; La: 45 mm                   |           | Muzeul Național Secuiesc, Sfântu Gheorghe | Cimec    |
|      | Colias crocea crocea (Geoffroy in Fourcroy, 1785)                                             | Descoperit: jud. Hunedoara, Munții Retezat Dimensiuni: L: 37 mm; La: 48 mm                   |           | Muzeul Național Secuiesc, Sfântu Gheorghe | Cimec    |
|      | Colias crocea crocea (Geoffroy in Fourcroy, 1785)                                             | Descoperit: jud. Hunedoara, Munții Retezat Dimensiuni: L: 30 mm; La: 42 mm                   |           | Muzeul Național Secuiesc, Sfântu Gheorghe | Cimec    |
|      | Colias crocea crocea (Geoffroy in Fourcroy, 1785)                                             | Descoperit: jud. Arad, INEU Dimensiuni: L: 30 mm; La: 45 mm                                  |           | Muzeul Național Secuiesc, Sfântu Gheorghe | Cimec    |
|      | Colias crocea crocea (Geoffroy in Fourcroy, 1785)                                             | Descoperit: jud. Arad, INEU Dimensiuni: L: 33 mm; La: 45 mm                                  |           | Muzeul Național Secuiesc, Sfântu Gheorghe | Cimec    |
|      | Colias crocea crocea (Geoffroy in Fourcroy, 1785)                                             | Descoperit: jud. Arad, INEU Dimensiuni: L: 37 mm; La: 47 mm                                  |           | Muzeul Național Secuiesc, Sfântu Gheorghe | Cimec    |
|      | Colias crocea crocea (Geoffroy in Fourcroy, 1785)                                             | Descoperit: jud. Hunedoara, Munții Retezat Dimensiuni: L: 30 mm; La: 42 mm                   |           | Muzeul Național Secuiesc, Sfântu Gheorghe | Cimec    |
|      | Colias crocea crocea (Geoffroy in Fourcroy, 1785)                                             | Descoperit: jud. Hunedoara, Munții Retezat Dimensiuni: L: 37 mm; La: 45 mm                   |           | Muzeul Național Secuiesc, Sfântu Gheorghe | Cimec    |
|      | Colias crocea crocea (Geoffroy in Fourcroy, 1785)                                             | Descoperit: jud. Hunedoara, Munții Retezat Dimensiuni: L: 35 mm; La: 47 mm                   |           | Muzeul Național Secuiesc, Sfântu Gheorghe | Cimec    |
|      | Colias crocea crocea (Geoffroy in Fourcroy, 1785)                                             | Descoperit: jud. Hunedoara, Munții Retezat Dimensiuni: L: 34 mm; La: 45 mm                   |           | Muzeul Național Secuiesc, Sfântu Gheorghe | Cimec    |
|      | Colias crocea crocea (Geoffroy in Fourcroy, 1785)                                             | Descoperit: jud. Hunedoara, Munții Retezat Dimensiuni: L: 35 mm; La: 46 mm                   |           | Muzeul Național Secuiesc, Sfântu Gheorghe | Cimec    |
|      | Colias crocea crocea (Geoffroy in Fourcroy, 1785)                                             | Descoperit: jud. Covasna, BIXAD Dimensiuni: L: 38 mm; La: 46 mm                              |           | Muzeul Național Secuiesc, Sfântu Gheorghe | Cimec    |
|      | Colias crocea crocea (Geoffroy in Fourcroy, 1785)                                             | Descoperit: jud. Hunedoara, Munții Retezat Dimensiuni: L: 30 mm; La: 43 mm                   |           | Muzeul Național Secuiesc, Sfântu Gheorghe | Cimec    |
|      | Colias crocea crocea (Geoffroy in Fourcroy, 1785)                                             | Descoperit: jud. Hunedoara, Munții Retezat Dimensiuni: L: 34 mm; La: 43 mm                   |           | Muzeul Național Secuiesc, Sfântu Gheorghe | Cimec    |
|      | Colias crocea crocea (Geoffroy in Fourcroy, 1785)                                             | Descoperit: jud. Arad, INEU Dimensiuni: L: 33 mm; La: 50 mm                                  |           | Muzeul Național Secuiesc, Sfântu Gheorghe | Cimec    |
|      | Colias crocea crocea (Geoffroy in Fourcroy, 1785)                                             | Descoperit: jud. Hunedoara, Munții Retezat Dimensiuni: L: 37 mm; La: 52 mm                   |           | Muzeul Național Secuiesc, Sfântu Gheorghe | Cimec    |
|      | Colias crocea crocea (Geoffroy in Fourcroy, 1785)                                             | Descoperit: jud. Hunedoara, Munții Retezat Dimensiuni: L: 30 mm; La: 42 mm                   |           | Muzeul Național Secuiesc, Sfântu Gheorghe | Cimec    |
|      | Colias crocea crocea (Geoffroy in Fourcroy, 1785)                                             | Descoperit: jud. Arad, INEU Dimensiuni: L: 25 mm; La: 45 mm                                  |           | Muzeul Național Secuiesc, Sfântu Gheorghe | Cimec    |
|      | Colias crocea crocea (Geoffroy in Fourcroy, 1785)                                             | Descoperit: jud. Arad, INEU Dimensiuni: L: 28 mm; La: 45 mm                                  |           | Muzeul Național Secuiesc, Sfântu Gheorghe | Cimec    |
|      | Colias crocea crocea (Geoffroy in Fourcroy, 1785)                                             | Descoperit: jud. Arad, INEU Dimensiuni: L: 25 mm; La: 47 mm                                  |           | Muzeul Național Secuiesc, Sfântu Gheorghe | Cimec    |
|      | Colias crocea crocea (Geoffroy in Fourcroy, 1785)                                             | Descoperit: jud. Timiș, LOVRIN Dimensiuni: L: 27 mm; La: 43 mm                               |           | Muzeul Național Secuiesc, Sfântu Gheorghe | Cimec    |
|      | Colias crocea crocea (Geoffroy in Fourcroy, 1785)                                             | Descoperit: jud. Hunedoara, Munții Retezat Dimensiuni: L: 30 mm; La: 45 mm                   |           | Muzeul Național Secuiesc, Sfântu Gheorghe | Cimec    |
|      | Colias crocea crocea (Geoffroy in Fourcroy, 1785)                                             | Descoperit: jud. Hunedoara, Munții Retezat Dimensiuni: L: 33 mm; La: 47 mm                   |           | Muzeul Național Secuiesc, Sfântu Gheorghe | Cimec    |
|      | Colias crocea crocea (Geoffroy in Fourcroy, 1785)                                             | Descoperit: jud. Hunedoara, Munții Retezat Dimensiuni: L: 32 mm; La: 45 mm                   |           | Muzeul Național Secuiesc, Sfântu Gheorghe | Cimec    |
|      | Colias crocea crocea (Geoffroy in Fourcroy, 1785)                                             | Descoperit: jud. Arad, INEU Dimensiuni: L: 35 mm; La: 47 mm                                  |           | Muzeul Național Secuiesc, Sfântu Gheorghe | Cimec    |
|      | Colias crocea crocea (Geoffroy in Fourcroy, 1785)                                             | Descoperit: jud. Arad, INEU Dimensiuni: L: 35 mm; La: 47 mm                                  |           | Muzeul Național Secuiesc, Sfântu Gheorghe | Cimec    |
|      | Colias crocea crocea (Geoffroy in Fourcroy, 1785)                                             | Descoperit: jud. Hunedoara, Munții Retezat Dimensiuni: L: 34 mm; La: 47 mm                   |           | Muzeul Național Secuiesc, Sfântu Gheorghe | Cimec    |
|      | Anthocharis cardamines (Linnaeus, 1758), ssp. Meridionalis (Verity, 1908)                     | Descoperit: jud. Arad, INEU Dimensiuni: L: 21 mm; LA: 32 mm                                  |           | Muzeul Național Secuiesc, Sfântu Gheorghe | Cimec    |
|      | Anthocharis cardamines (Linnaeus, 1758), ssp. Meridionalis (Verity, 1908)                     | Descoperit: jud. Arad, INEU Dimensiuni: L: 21 mm; LA: 38 mm                                  |           | Muzeul Național Secuiesc, Sfântu Gheorghe | Cimec    |
|      | Anthocharis cardamines (Linnaeus, 1758), ssp. Meridionalis (Verity, 1908)                     | Descoperit: jud. Arad, INEU Dimensiuni: L: 24 mm; LA: 39 mm                                  |           | Muzeul Național Secuiesc, Sfântu Gheorghe | Cimec    |
|      | Anthocharis cardamines (Linnaeus, 1758), ssp. Meridionalis (Verity, 1908)                     | Descoperit: jud. Arad, INEU Dimensiuni: L: 24 mm; LA: 40 mm                                  |           | Muzeul Național Secuiesc, Sfântu Gheorghe | Cimec    |
|      | Anthocharis cardamines (Linnaeus, 1758), ssp. Meridionalis (Verity, 1908)                     | Descoperit: jud. Arad, INEU Dimensiuni: L: 26 mm; LA: 44 mm                                  |           | Muzeul Național Secuiesc, Sfântu Gheorghe | Cimec    |
|      | Anthocharis cardamines (Linnaeus, 1758), ssp. Meridionalis (Verity, 1908)                     | Descoperit: jud. Arad, INEU Dimensiuni: L: 25 mm; LA: 39 mm                                  |           | Muzeul Național Secuiesc, Sfântu Gheorghe | Cimec    |
|      | Anthocharis cardamines (Linnaeus, 1758), ssp. Meridionalis (Verity, 1908)                     | Descoperit: jud. Arad, INEU Dimensiuni: L: 25 mm; LA: 42 mm                                  |           | Muzeul Național Secuiesc, Sfântu Gheorghe | Cimec    |
|      | Anthocharis cardamines (Linnaeus, 1758), ssp. Meridionalis (Verity, 1908)                     | Descoperit: jud. Arad, INEU Dimensiuni: L: 22 mm; LA: 39 mm                                  |           | Muzeul Național Secuiesc, Sfântu Gheorghe | Cimec    |
|      | Anthocharis cardamines (Linnaeus, 1758), ssp. Meridionalis (Verity, 1908)                     | Descoperit: jud. Arad, INEU Dimensiuni: L: 24 mm; LA: 43 mm                                  |           | Muzeul Național Secuiesc, Sfântu Gheorghe | Cimec    |
|      | Anthocharis cardamines (Linnaeus, 1758), ssp. Meridionalis (Verity, 1908)                     | Descoperit: jud. Arad, INEU Dimensiuni: L: 25 mm; LA: 41 mm                                  |           | Muzeul Național Secuiesc, Sfântu Gheorghe | Cimec    |
|      | Anthocharis cardamines (Linnaeus, 1758), ssp. Meridionalis (Verity, 1908)                     | Descoperit: jud. Arad, INEU Dimensiuni: L: 25 mm; LA: 40 mm                                  |           | Muzeul Național Secuiesc, Sfântu Gheorghe | Cimec    |
|      | Anthocharis cardamines (Linnaeus, 1758), ssp. Meridionalis (Verity, 1908)                     | Descoperit: jud. Arad, INEU Dimensiuni: L: 23 mm; LA: 39 mm                                  |           | Muzeul Național Secuiesc, Sfântu Gheorghe | Cimec    |
|      | Anthocharis cardamines (Linnaeus, 1758), ssp. Meridionalis (Verity, 1908)                     | Descoperit: jud. Arad, INEU Dimensiuni: L: 34 mm; LA: 45 mm                                  |           | Muzeul Național Secuiesc, Sfântu Gheorghe | Cimec    |
|      | Anthocharis cardamines (Linnaeus, 1758), ssp. Meridionalis (Verity, 1908)                     | Descoperit: jud. Arad, INEU Dimensiuni: L: 26 mm; LA: 42 mm                                  |           | Muzeul Național Secuiesc, Sfântu Gheorghe | Cimec    |
|      | Anthocharis cardamines (Linnaeus, 1758), ssp. Meridionalis (Verity, 1908)                     | Descoperit: jud. Arad, INEU Dimensiuni: L: 24 mm; LA: 41 mm                                  |           | Muzeul Național Secuiesc, Sfântu Gheorghe | Cimec    |
|      | Anthocharis cardamines (Linnaeus, 1758), ssp. Meridionalis (Verity, 1908)                     | Descoperit: jud. Hunedoara Dimensiuni: L: 25 mm; LA: 44 mm                                   |           | Muzeul Național Secuiesc, Sfântu Gheorghe | Cimec    |
|      | Anthocharis cardamines (Linnaeus, 1758), ssp. Meridionalis (Verity, 1908)                     | Descoperit: jud. Hunedoara Dimensiuni: L: 25 mm; LA: 42 mm                                   |           | Muzeul Național Secuiesc, Sfântu Gheorghe | Cimec    |
|      | Anthocharis cardamines (Linnaeus, 1758), ssp. Meridionalis (Verity, 1908)                     | Descoperit: jud. Hunedoara Dimensiuni: L: 28 mm; LA: 45 mm                                   |           | Muzeul Național Secuiesc, Sfântu Gheorghe | Cimec    |
|      | Anthocharis cardamines (Linnaeus, 1758), ssp. Meridionalis (Verity, 1908)                     | Descoperit: jud. Hunedoara Dimensiuni: L: 18 mm; LA: 29 mm                                   |           | Muzeul Național Secuiesc, Sfântu Gheorghe | Cimec    |
|      | Anthocharis cardamines (Linnaeus, 1758), ssp. Meridionalis (Verity, 1908)                     | Descoperit: jud. Hunedoara, BAIA DE CRIȘ Dimensiuni: L: 23 mm; LA: 43 mm                     |           | Muzeul Național Secuiesc, Sfântu Gheorghe | Cimec    |
|      | Anthocharis cardamines (Linnaeus, 1758), f. quadripunctata (Fuchs, 1894)                      | Descoperit: jud. Arad, INEU Dimensiuni: L: 28 mm; LA: 44 mm                                  |           | Muzeul Național Secuiesc, Sfântu Gheorghe | Cimec    |
|      | Anthocharis cardamines (Linnaeus, 1758), f. quadripunctata (Fuchs, 1894)                      | Descoperit: jud. Arad, INEU Dimensiuni: L: 25 mm; LA: 40 mm                                  |           | Muzeul Național Secuiesc, Sfântu Gheorghe | Cimec    |
|      | Anthocharis cardamines (Linnaeus, 1758), f. quadripunctata (Fuchs, 1894)                      | Descoperit: jud. Hunedoara Dimensiuni: L: 26 mm; LA: 40 mm                                   |           | Muzeul Național Secuiesc, Sfântu Gheorghe | Cimec    |
|      | Anthocharis cardamines (Linnaeus, 1758), f. quadripunctata (Fuchs, 1894)                      | Descoperit: jud. Hunedoara Dimensiuni: L: 26 mm; LA: 41 mm                                   |           | Muzeul Național Secuiesc, Sfântu Gheorghe | Cimec    |
|      | Anthocharis cardamines (Linnaeus, 1758), f. hesperides (Newnham, 1894)                        | Descoperit: jud. Arad, INEU Dimensiuni: L: 16 mm; LA: 29 mm                                  |           | Muzeul Național Secuiesc, Sfântu Gheorghe | Cimec    |
|      | Anthocharis cardamines (Linnaeus, 1758), f. hesperides (Newnham, 1894)                        | Descoperit: jud. Arad, INEU Dimensiuni: L: 17 mm; LA: 27 mm                                  |           | Muzeul Național Secuiesc, Sfântu Gheorghe | Cimec    |
|      | Anthocharis cardamines (Linnaeus, 1758), f. hesperides (Newnham, 1894)                        | Descoperit: jud. Arad, INEU Dimensiuni: L: 19 mm; LA: 30 mm                                  |           | Muzeul Național Secuiesc, Sfântu Gheorghe | Cimec    |
|      | Anthocharis cardamines (Linnaeus, 1758), f. pavipuncta (Turati)                               | Descoperit: jud. Arad, INEU Dimensiuni: L: 25 mm; LA: 38 mm                                  |           | Muzeul Național Secuiesc, Sfântu Gheorghe | Cimec    |
|      | Anthocharis cardamines (Linnaeus, 1758), f. turritis (Ochsenheimer, 1816)                     | Descoperit: jud. Hunedoara Dimensiuni: L: 21 mm; LA: 34 mm                                   |           | Muzeul Național Secuiesc, Sfântu Gheorghe | Cimec    |
|      | Anthocharis cardamines (Linnaeus, 1758)                                                       | Descoperit: jud. Arad, INEU Dimensiuni: L: 27 mm; LA: 44 mm                                  |           | Muzeul Național Secuiesc, Sfântu Gheorghe | Cimec    |
|      | Anthocharis cardamines (Linnaeus, 1758)                                                       | Descoperit: jud. Arad, INEU Dimensiuni: L: 23 mm; LA: 38 mm                                  |           | Muzeul Național Secuiesc, Sfântu Gheorghe | Cimec    |
|      | Pieris bryoniae (Hübnet, 1804), ssp. wolenskyi (Berger, 1925)                                 | Descoperit: jud. Hunedoara Dimensiuni: L: 27 mm; LA: 38 mm                                   |           | Muzeul Național Secuiesc, Sfântu Gheorghe | Cimec    |
|      | Pieris bryoniae (Hübnet, 1804), ssp. wolenskyi (Berger, 1925)                                 | Descoperit: jud. Vrancea Dimensiuni: L: 29 mm; LA: 45 mm                                     |           | Muzeul Național Secuiesc, Sfântu Gheorghe | Cimec    |
|      | Pieris brassicae brassicae (Linnaeus, 1758)                                                   | Descoperit: jud. Arad, INEU Dimensiuni: L: 33 mm; LA: 55 mm                                  |           | Muzeul Național Secuiesc, Sfântu Gheorghe | Cimec    |
|      | Pieris brassicae brassicae (Linnaeus, 1758)                                                   | Descoperit: jud. Arad, INEU Dimensiuni: L: 34 mm; LA: 56 mm                                  |           | Muzeul Național Secuiesc, Sfântu Gheorghe | Cimec    |
|      | Pieris brassicae brassicae (Linnaeus, 1758)                                                   | Descoperit: jud. Arad, INEU Dimensiuni: L: 27 mm; LA: 52 mm                                  |           | Muzeul Național Secuiesc, Sfântu Gheorghe | Cimec    |
|      | Pieris brassicae brassicae (Linnaeus, 1758)                                                   | Descoperit: jud. Arad, INEU Dimensiuni: L: 38 mm; LA: 58 mm                                  |           | Muzeul Național Secuiesc, Sfântu Gheorghe | Cimec    |
|      | Pieris brassicae brassicae (Linnaeus, 1758)                                                   | Descoperit: jud. Arad, INEU Dimensiuni: L: 37 mm; LA: 58 mm                                  |           | Muzeul Național Secuiesc, Sfântu Gheorghe | Cimec    |
|      | Pieris brassicae brassicae (Linnaeus, 1758)                                                   | Descoperit: jud. Arad, INEU Dimensiuni: L: 34 mm; LA: 54 mm                                  |           | Muzeul Național Secuiesc, Sfântu Gheorghe | Cimec    |
|      | Pieris brassicae brassicae (Linnaeus, 1758)                                                   | Descoperit: jud. Arad, INEU Dimensiuni: L: 37 mm; LA: 53 mm                                  |           | Muzeul Național Secuiesc, Sfântu Gheorghe | Cimec    |
|      | Pieris brassicae brassicae (Linnaeus, 1758)                                                   | Descoperit: jud. Arad, INEU Dimensiuni: L: 33 mm; LA: 54 mm                                  |           | Muzeul Național Secuiesc, Sfântu Gheorghe | Cimec    |
|      | Pieris brassicae brassicae (Linnaeus, 1758)                                                   | Descoperit: jud. Arad, INEU Dimensiuni: L: 33 mm; LA: 53 mm                                  |           | Muzeul Național Secuiesc, Sfântu Gheorghe | Cimec    |
|      | Pieris brassicae brassicae (Linnaeus, 1758)                                                   | Descoperit: jud. Arad, INEU Dimensiuni: L: 30 mm; LA: 45 mm                                  |           | Muzeul Național Secuiesc, Sfântu Gheorghe | Cimec    |
|      | Pieris brassicae brassicae (Linnaeus, 1758)                                                   | Descoperit: jud. Arad, INEU Dimensiuni: L: 34 mm; LA: 55 mm                                  |           | Muzeul Național Secuiesc, Sfântu Gheorghe | Cimec    |
|      | Pieris brassicae brassicae (Linnaeus, 1758)                                                   | Descoperit: jud. Arad, INEU Dimensiuni: L: 28 mm; LA: 48 mm                                  |           | Muzeul Național Secuiesc, Sfântu Gheorghe | Cimec    |
|      | Pieris brassicae brassicae (Linnaeus, 1758)                                                   | Descoperit: jud. Arad, INEU Dimensiuni: L: 33 mm; LA: 50 mm                                  |           | Muzeul Național Secuiesc, Sfântu Gheorghe | Cimec    |
|      | Pieris brassicae brassicae (Linnaeus, 1758)                                                   | Descoperit: jud. Arad, INEU Dimensiuni: L: 35 mm; LA: 53 mm                                  |           | Muzeul Național Secuiesc, Sfântu Gheorghe | Cimec    |
|      | Pieris brassicae brassicae (Linnaeus, 1758)                                                   | Descoperit: jud. Arad, INEU Dimensiuni: L: 33 mm; LA: 52 mm                                  |           | Muzeul Național Secuiesc, Sfântu Gheorghe | Cimec    |
|      | Pieris brassicae brassicae (Linnaeus, 1758)                                                   | Descoperit: jud. Arad, INEU Dimensiuni: L: 37 mm; LA: 59 mm                                  |           | Muzeul Național Secuiesc, Sfântu Gheorghe | Cimec    |
|      | Pieris brassicae brassicae (Linnaeus, 1758)                                                   | Descoperit: jud. Arad, INEU Dimensiuni: L: 35 mm; LA: 55 mm                                  |           | Muzeul Național Secuiesc, Sfântu Gheorghe | Cimec    |
|      | Pieris brassicae brassicae (Linnaeus, 1758)                                                   | Descoperit: jud. Arad, INEU Dimensiuni: L: 38 mm; LA: 60 mm                                  |           | Muzeul Național Secuiesc, Sfântu Gheorghe | Cimec    |
|      | Pieris brassicae brassicae (Linnaeus, 1758)                                                   | Descoperit: jud. Arad, INEU Dimensiuni: L: 40 mm; LA: 55 mm                                  |           | Muzeul Național Secuiesc, Sfântu Gheorghe | Cimec    |
|      | Pieris brassicae brassicae (Linnaeus, 1758)                                                   | Descoperit: jud. Arad, INEU Dimensiuni: L: 37 mm; LA: 60 mm                                  |           | Muzeul Național Secuiesc, Sfântu Gheorghe | Cimec    |
|      | Pieris brassicae brassicae (Linnaeus, 1758)                                                   | Descoperit: jud. Arad, INEU Dimensiuni: L: 37 mm; LA: 59 mm                                  |           | Muzeul Național Secuiesc, Sfântu Gheorghe | Cimec    |
|      | Pieris brassicae brassicae (Linnaeus, 1758)                                                   | Descoperit: jud. Arad, INEU Dimensiuni: L: 35 mm; LA: 58 mm                                  |           | Muzeul Național Secuiesc, Sfântu Gheorghe | Cimec    |
|      | Pieris brassicae brassicae (Linnaeus, 1758)                                                   | Descoperit: jud. Arad, INEU Dimensiuni: L: 35 mm; LA: 52 mm                                  |           | Muzeul Național Secuiesc, Sfântu Gheorghe | Cimec    |
|      | Pieris brassicae brassicae (Linnaeus, 1758)                                                   | Descoperit: jud. Hunedoara Dimensiuni: L: 32 mm; LA: 50 mm                                   |           | Muzeul Național Secuiesc, Sfântu Gheorghe | Cimec    |
|      | Pieris brassicae brassicae (Linnaeus, 1758)                                                   | Descoperit: jud. Hunedoara Dimensiuni: L: 33 mm; LA: 52 mm                                   |           | Muzeul Național Secuiesc, Sfântu Gheorghe | Cimec    |
|      | Pieris brassicae brassicae (Linnaeus, 1758)                                                   | Descoperit: jud. Hunedoara Dimensiuni: L: 31 mm; LA: 46 mm                                   |           | Muzeul Național Secuiesc, Sfântu Gheorghe | Cimec    |
|      | Pieris brassicae brassicae (Linnaeus, 1758)                                                   | Descoperit: jud. Hunedoara Dimensiuni: L: 37 mm; LA: 57 mm                                   |           | Muzeul Național Secuiesc, Sfântu Gheorghe | Cimec    |
|      | Pieris brassicae brassicae (Linnaeus, 1758)                                                   | Descoperit: jud. Hunedoara Dimensiuni: L: 38 mm; LA: 53 mm                                   |           | Muzeul Național Secuiesc, Sfântu Gheorghe | Cimec    |
|      | Pieris brassicae brassicae (Linnaeus, 1758)                                                   | Descoperit: jud. Hunedoara Dimensiuni: L: 35 mm; LA: 50 mm                                   |           | Muzeul Național Secuiesc, Sfântu Gheorghe | Cimec    |
|      | Pieris brassicae brassicae (Linnaeus, 1758)                                                   | Descoperit: jud. Hunedoara Dimensiuni: L: 35 mm; LA: 51 mm                                   |           | Muzeul Național Secuiesc, Sfântu Gheorghe | Cimec    |
|      | Pieris brassicae brassicae (Linnaeus, 1758)                                                   | Descoperit: jud. Hunedoara Dimensiuni: L: 33 mm; LA: 51 mm                                   |           | Muzeul Național Secuiesc, Sfântu Gheorghe | Cimec    |
|      | Pieris brassicae brassicae (Linnaeus, 1758)                                                   | Descoperit: jud. Hunedoara Dimensiuni: L: 35 mm; LA: 55 mm                                   |           | Muzeul Național Secuiesc, Sfântu Gheorghe | Cimec    |
|      | Pieris brassicae brassicae (Linnaeus, 1758)                                                   | Descoperit: jud. Hunedoara Dimensiuni: L: 32 mm; LA: 48 mm                                   |           | Muzeul Național Secuiesc, Sfântu Gheorghe | Cimec    |
|      | Pieris napi (Linnaeus, 1758), ssp. meridionalis (Heyne, 1895)                                 | Descoperit: jud. Arad, INEU Dimensiuni: L: 23 mm; LA: 37 mm                                  |           | Muzeul Național Secuiesc, Sfântu Gheorghe | Cimec    |
|      | Pieris napi (Linnaeus, 1758), ssp. meridionalis (Heyne, 1895)                                 | Descoperit: jud. Arad, INEU Dimensiuni: L: 21 mm; LA: 34 mm                                  |           | Muzeul Național Secuiesc, Sfântu Gheorghe | Cimec    |
|      | Pieris napi (Linnaeus, 1758), ssp. meridionalis (Heyne, 1895)                                 | Descoperit: jud. Arad, INEU Dimensiuni: L: 34 mm; LA: 52 mm                                  |           | Muzeul Național Secuiesc, Sfântu Gheorghe | Cimec    |
|      | Pieris napi (Linnaeus, 1758), ssp. meridionalis (Heyne, 1895)                                 | Descoperit: jud. Arad, INEU Dimensiuni: L: 35 mm; LA: 45 mm                                  |           | Muzeul Național Secuiesc, Sfântu Gheorghe | Cimec    |
|      | Pieris napi (Linnaeus, 1758), ssp. meridionalis (Heyne, 1895)                                 | Descoperit: jud. Arad, INEU Dimensiuni: L: 23 mm; LA: 38 mm                                  |           | Muzeul Național Secuiesc, Sfântu Gheorghe | Cimec    |
|      | Pieris napi (Linnaeus, 1758), ssp. meridionalis (Heyne, 1895)                                 | Descoperit: jud. Arad, INEU Dimensiuni: L: 25 mm; LA: 40 mm                                  |           | Muzeul Național Secuiesc, Sfântu Gheorghe | Cimec    |
|      | Pieris napi (Linnaeus, 1758), ssp. meridionalis (Heyne, 1895)                                 | Descoperit: jud. Arad, INEU Dimensiuni: L: 27 mm; LA: 42 mm                                  |           | Muzeul Național Secuiesc, Sfântu Gheorghe | Cimec    |
|      | Pieris napi (Linnaeus, 1758), ssp. meridionalis (Heyne, 1895)                                 | Descoperit: jud. Arad, INEU Dimensiuni: L: 25 mm; LA: 41 mm                                  |           | Muzeul Național Secuiesc, Sfântu Gheorghe | Cimec    |
|      | Pieris napi (Linnaeus, 1758), ssp. meridionalis (Heyne, 1895)                                 | Descoperit: jud. Arad, INEU Dimensiuni: L: 25 mm; LA: 35 mm                                  |           | Muzeul Național Secuiesc, Sfântu Gheorghe | Cimec    |
|      | Pieris napi (Linnaeus, 1758), ssp. meridionalis (Heyne, 1895)                                 | Descoperit: jud. Arad, INEU Dimensiuni: L: 29 mm; LA: 43 mm                                  |           | Muzeul Național Secuiesc, Sfântu Gheorghe | Cimec    |
|      | Pieris napi (Linnaeus, 1758), ssp. meridionalis (Heyne, 1895)                                 | Descoperit: jud. Arad, INEU Dimensiuni: L: 23 mm; LA: 45 mm                                  |           | Muzeul Național Secuiesc, Sfântu Gheorghe | Cimec    |
|      | Pieris napi (Linnaeus, 1758), ssp. meridionalis (Heyne, 1895)                                 | Descoperit: jud. Arad, INEU Dimensiuni: L: 24 mm; LA: 40 mm                                  |           | Muzeul Național Secuiesc, Sfântu Gheorghe | Cimec    |
|      | Pieris napi (Linnaeus, 1758), ssp. meridionalis (Heyne, 1895)                                 | Descoperit: jud. Arad, INEU Dimensiuni: L: 26 mm; LA: 41 mm                                  |           | Muzeul Național Secuiesc, Sfântu Gheorghe | Cimec    |
|      | Pieris napi (Linnaeus, 1758), ssp. meridionalis (Heyne, 1895)                                 | Descoperit: jud. Arad, INEU Dimensiuni: L: 25 mm; LA: 40 mm                                  |           | Muzeul Național Secuiesc, Sfântu Gheorghe | Cimec    |
|      | Pieris napi (Linnaeus, 1758), ssp. meridionalis (Heyne, 1895)                                 | Descoperit: jud. Arad, INEU Dimensiuni: L: 25 mm; LA: 40 mm                                  |           | Muzeul Național Secuiesc, Sfântu Gheorghe | Cimec    |
|      | Pieris napi (Linnaeus, 1758), ssp. meridionalis (Heyne, 1895)                                 | Descoperit: jud. Arad, INEU Dimensiuni: L: 23 mm; LA: 38 mm                                  |           | Muzeul Național Secuiesc, Sfântu Gheorghe | Cimec    |
|      | Pieris napi (Linnaeus, 1758), ssp. meridionalis (Heyne, 1895)                                 | Descoperit: jud. Arad, INEU Dimensiuni: L: 25 mm; LA: 40 mm                                  |           | Muzeul Național Secuiesc, Sfântu Gheorghe | Cimec    |
|      | Pieris napi (Linnaeus, 1758), ssp. meridionalis (Heyne, 1895)                                 | Descoperit: jud. Arad, INEU Dimensiuni: L: 27 mm; LA: 50 mm                                  |           | Muzeul Național Secuiesc, Sfântu Gheorghe | Cimec    |
|      | Pieris napi (Linnaeus, 1758), ssp. meridionalis (Heyne, 1895)                                 | Descoperit: jud. Arad, INEU Dimensiuni: L: 23 mm; LA: 40 mm                                  |           | Muzeul Național Secuiesc, Sfântu Gheorghe | Cimec    |
|      | Pieris napi (Linnaeus, 1758), ssp. meridionalis (Heyne, 1895)                                 | Descoperit: jud. Arad, INEU Dimensiuni: L: 27 mm; LA: 38 mm                                  |           | Muzeul Național Secuiesc, Sfântu Gheorghe | Cimec    |
|      | Pieris napi (Linnaeus, 1758), ssp. meridionalis (Heyne, 1895)                                 | Descoperit: jud. Arad, INEU Dimensiuni: L: 23 mm; LA: 34 mm                                  |           | Muzeul Național Secuiesc, Sfântu Gheorghe | Cimec    |
|      | Pieris napi (Linnaeus, 1758), ssp. meridionalis (Heyne, 1895)                                 | Descoperit: jud. Arad, INEU Dimensiuni: L: 18 mm; LA: 32 mm                                  |           | Muzeul Național Secuiesc, Sfântu Gheorghe | Cimec    |
|      | Pieris napi (Linnaeus, 1758), ssp. meridionalis (Heyne, 1895)                                 | Descoperit: jud. Arad, INEU Dimensiuni: L: 27 mm; LA: 42 mm                                  |           | Muzeul Național Secuiesc, Sfântu Gheorghe | Cimec    |
|      | Pieris napi (Linnaeus, 1758), ssp. meridionalis (Heyne, 1895)                                 | Descoperit: jud. Arad, INEU Dimensiuni: L: 35 mm; LA: 43 mm                                  |           | Muzeul Național Secuiesc, Sfântu Gheorghe | Cimec    |
|      | Pieris napi (Linnaeus, 1758), ssp. meridionalis (Heyne, 1895)                                 | Descoperit: jud. Arad, INEU Dimensiuni: L: 23 mm; LA: 34 mm                                  |           | Muzeul Național Secuiesc, Sfântu Gheorghe | Cimec    |
|      | Pieris napi (Linnaeus, 1758), ssp. meridionalis (Heyne, 1895)                                 | Descoperit: jud. Arad, INEU Dimensiuni: L: 24 mm; LA: 41 mm                                  |           | Muzeul Național Secuiesc, Sfântu Gheorghe | Cimec    |
|      | Pieris napi (Linnaeus, 1758), ssp. meridionalis (Heyne, 1895)                                 | Descoperit: jud. Arad, INEU Dimensiuni: L: 26 mm; LA: 40 mm                                  |           | Muzeul Național Secuiesc, Sfântu Gheorghe | Cimec    |
|      | Pieris napi (Linnaeus, 1758), ssp. meridionalis (Heyne, 1895)                                 | Descoperit: jud. Arad, INEU Dimensiuni: L: 28 mm; LA: 41 mm                                  |           | Muzeul Național Secuiesc, Sfântu Gheorghe | Cimec    |
|      | Pieris napi (Linnaeus, 1758), ssp. meridionalis (Heyne, 1895)                                 | Descoperit: jud. Arad, INEU Dimensiuni: L: 29 mm; LA: 44 mm                                  |           | Muzeul Național Secuiesc, Sfântu Gheorghe | Cimec    |
|      | Pieris napi (Linnaeus, 1758), ssp. meridionalis (Heyne, 1895)                                 | Descoperit: jud. Arad, INEU Dimensiuni: L: 30 mm; LA: 44 mm                                  |           | Muzeul Național Secuiesc, Sfântu Gheorghe | Cimec    |
|      | Pieris napi (Linnaeus, 1758), ssp. meridionalis (Heyne, 1895)                                 | Descoperit: jud. Arad, INEU Dimensiuni: L: 30 mm; LA: 45 mm                                  |           | Muzeul Național Secuiesc, Sfântu Gheorghe | Cimec    |
|      | Pieris napi (Linnaeus, 1758), ssp. meridionalis (Heyne, 1895)                                 | Descoperit: jud. Arad, INEU Dimensiuni: L: 27 mm; LA: 45 mm                                  |           | Muzeul Național Secuiesc, Sfântu Gheorghe | Cimec    |
|      | Pieris napi (Linnaeus, 1758), ssp. meridionalis (Heyne, 1895)                                 | Descoperit: jud. Arad, INEU Dimensiuni: L: 25 mm; LA: 38 mm                                  |           | Muzeul Național Secuiesc, Sfântu Gheorghe | Cimec    |
|      | Pieris napi (Linnaeus, 1758), ssp. meridionalis (Heyne, 1895)                                 | Descoperit: jud. Arad, INEU Dimensiuni: L: 25 mm; LA: 40 mm                                  |           | Muzeul Național Secuiesc, Sfântu Gheorghe | Cimec    |
|      | Pieris napi (Linnaeus, 1758), ssp. meridionalis (Heyne, 1895)                                 | Descoperit: jud. Arad, INEU Dimensiuni: L: 26 mm; LA: 43 mm                                  |           | Muzeul Național Secuiesc, Sfântu Gheorghe | Cimec    |
|      | Pieris napi (Linnaeus, 1758), ssp. meridionalis (Heyne, 1895)                                 | Descoperit: jud. Arad, INEU Dimensiuni: L: 22 mm; LA: 36 mm                                  |           | Muzeul Național Secuiesc, Sfântu Gheorghe | Cimec    |
|      | Pieris napi (Linnaeus, 1758), ssp. meridionalis (Heyne, 1895)                                 | Descoperit: jud. Arad, INEU Dimensiuni: L: 20 mm; LA: 36 mm                                  |           | Muzeul Național Secuiesc, Sfântu Gheorghe | Cimec    |
|      | Pieris napi (Linnaeus, 1758), ssp. meridionalis (Heyne, 1895)                                 | Descoperit: jud. Arad, INEU Dimensiuni: L: 26 mm; LA: 43 mm                                  |           | Muzeul Național Secuiesc, Sfântu Gheorghe | Cimec    |
|      | Pieris napi (Linnaeus, 1758), ssp. meridionalis (Heyne, 1895)                                 | Descoperit: jud. Arad, INEU Dimensiuni: L: 19 mm; LA: 32 mm                                  |           | Muzeul Național Secuiesc, Sfântu Gheorghe | Cimec    |
|      | Pieris napi (Linnaeus, 1758), ssp. meridionalis (Heyne, 1895)                                 | Descoperit: jud. Arad, INEU Dimensiuni: L: 27 mm; LA: 40 mm                                  |           | Muzeul Național Secuiesc, Sfântu Gheorghe | Cimec    |
|      | Pieris napi (Linnaeus, 1758), ssp. meridionalis (Heyne, 1895)                                 | Descoperit: jud. Arad, INEU Dimensiuni: L: 22 mm; LA: 38 mm                                  |           | Muzeul Național Secuiesc, Sfântu Gheorghe | Cimec    |
|      | Pieris napi (Linnaeus, 1758), ssp. meridionalis (Heyne, 1895)                                 | Descoperit: jud. Covasna, com. RECI, Mestecănișul de la Reci Dimensiuni: L: 27 mm; LA: 40 mm |           | Muzeul Național Secuiesc, Sfântu Gheorghe | Cimec    |
|      | Pieris napi (Linnaeus, 1758), ssp. meridionalis (Heyne, 1895)                                 | Descoperit: jud. Covasna, com. BIXAD Dimensiuni: L: 27 mm; LA: 43 mm                         |           | Muzeul Național Secuiesc, Sfântu Gheorghe | Cimec    |
|      | Pieris napi (Linnaeus, 1758), ssp. meridionalis (Heyne, 1895)                                 | Descoperit: jud. Covasna, com. BIXAD Dimensiuni: L: 28 mm; LA: 42 mm                         |           | Muzeul Național Secuiesc, Sfântu Gheorghe | Cimec    |
|      | Pieris napi (Linnaeus, 1758), ssp. meridionalis (Heyne, 1895)                                 | Descoperit: jud. Covasna, com. COMANDĂU Dimensiuni: L: 27 mm; LA: 41 mm                      |           | Muzeul Național Secuiesc, Sfântu Gheorghe | Cimec    |
|      | Pieris napi (Linnaeus, 1758), ssp. meridionalis (Heyne, 1895)                                 | Descoperit: jud. Covasna, com. COMANDĂU Dimensiuni: L: 30 mm; LA: 45 mm                      |           | Muzeul Național Secuiesc, Sfântu Gheorghe | Cimec    |
|      | Pieris napi (Linnaeus, 1758), ssp. meridionalis (Heyne, 1895)                                 | Descoperit: jud. Hunedoara Dimensiuni: L: 22 mm; LA: 44 mm                                   |           | Muzeul Național Secuiesc, Sfântu Gheorghe | Cimec    |
|      | Pieris napi (Linnaeus, 1758), ssp. meridionalis (Heyne, 1895)                                 | Descoperit: jud. Hunedoara Dimensiuni: L: 24 mm; LA: 43 mm                                   |           | Muzeul Național Secuiesc, Sfântu Gheorghe | Cimec    |
|      | Pieris napi (Linnaeus, 1758), ssp. meridionalis (Heyne, 1895)                                 | Descoperit: jud. Hunedoara Dimensiuni: L: 25 mm; LA: 44 mm                                   |           | Muzeul Național Secuiesc, Sfântu Gheorghe | Cimec    |
|      | Pieris napi (Linnaeus, 1758), ssp. meridionalis (Heyne, 1895)                                 | Descoperit: jud. Hunedoara Dimensiuni: L: 29 mm; LA: 42 mm                                   |           | Muzeul Național Secuiesc, Sfântu Gheorghe | Cimec    |
|      | Pieris napi (Linnaeus, 1758), ssp. meridionalis (Heyne, 1895)                                 | Descoperit: jud. Hunedoara Dimensiuni: L: 33 mm; LA: 45 mm                                   |           | Muzeul Național Secuiesc, Sfântu Gheorghe | Cimec    |
|      | Pieris napi (Linnaeus, 1758), ssp. meridionalis (Heyne, 1895)                                 | Descoperit: jud. Hunedoara Dimensiuni: L: 31 mm; LA: 47 mm                                   |           | Muzeul Național Secuiesc, Sfântu Gheorghe | Cimec    |
|      | Pieris napi (Linnaeus, 1758), ssp. meridionalis (Heyne, 1895)                                 | Descoperit: jud. Hunedoara Dimensiuni: L: 35 mm; LA: 45 mm                                   |           | Muzeul Național Secuiesc, Sfântu Gheorghe | Cimec    |
|      | Pieris napi (Linnaeus, 1758), ssp. meridionalis (Heyne, 1895)                                 | Descoperit: jud. Hunedoara Dimensiuni: L: 29 mm; LA: 44 mm                                   |           | Muzeul Național Secuiesc, Sfântu Gheorghe | Cimec    |
|      | Pieris napi (Linnaeus, 1758), ssp. meridionalis (Heyne, 1895)                                 | Descoperit: jud. Hunedoara Dimensiuni: L: 29 mm; LA: 40 mm                                   |           | Muzeul Național Secuiesc, Sfântu Gheorghe | Cimec    |
|      | Pieris napi (Linnaeus, 1758), ssp. meridionalis (Heyne, 1895)                                 | Descoperit: jud. Hunedoara Dimensiuni: L: 29 mm; LA: 45 mm                                   |           | Muzeul Național Secuiesc, Sfântu Gheorghe | Cimec    |
|      | Pieris napi (Linnaeus, 1758), ssp. meridionalis (Heyne, 1895)                                 | Descoperit: jud. Hunedoara Dimensiuni: L: 28 mm; LA: 42 mm                                   |           | Muzeul Național Secuiesc, Sfântu Gheorghe | Cimec    |
|      | Pieris napi (Linnaeus, 1758), ssp. meridionalis (Heyne, 1895)                                 | Descoperit: jud. Hunedoara Dimensiuni: L: 27 mm; LA: 41 mm                                   |           | Muzeul Național Secuiesc, Sfântu Gheorghe | Cimec    |
|      | Pieris napi (Linnaeus, 1758), ssp. meridionalis (Heyne, 1895)                                 | Descoperit: jud. Hunedoara Dimensiuni: L: 29 mm; LA: 41 mm                                   |           | Muzeul Național Secuiesc, Sfântu Gheorghe | Cimec    |
|      | Pieris napi (Linnaeus, 1758), ssp. meridionalis (Heyne, 1895)                                 | Descoperit: jud. Arad, INEU Dimensiuni: L: 30 mm; LA: 45 mm                                  |           | Muzeul Național Secuiesc, Sfântu Gheorghe | Cimec    |
|      | Pieris napi (Linnaeus, 1758), ssp. meridionalis (Heyne, 1895)                                 | Descoperit: jud. Harghita Dimensiuni: L: 28 mm; LA: 39 mm                                    |           | Muzeul Național Secuiesc, Sfântu Gheorghe | Cimec    |
|      | Pieris napi (Linnaeus, 1758), ssp. meridionalis (Heyne, 1895)                                 | Descoperit: jud. Harghita Dimensiuni: L: 30 mm; LA: 44 mm                                    |           | Muzeul Național Secuiesc, Sfântu Gheorghe | Cimec    |
|      | Pieris napi (Linnaeus, 1758), ssp. meridionalis (Heyne, 1895)                                 | Descoperit: jud. Vrancea Dimensiuni: L: 28 mm; LA: 42 mm                                     |           | Muzeul Național Secuiesc, Sfântu Gheorghe | Cimec    |
|      | Aporia crataegi crataegi (Linnaeus, 1758)                                                     | Descoperit: jud. Arad, INEU Dimensiuni: L: 36 mm; LA: 56 mm                                  |           | Muzeul Național Secuiesc, Sfântu Gheorghe | Cimec    |
|      | Aporia crataegi crataegi (Linnaeus, 1758)                                                     | Descoperit: jud. Arad, INEU Dimensiuni: L: 41 mm; LA: 53 mm                                  |           | Muzeul Național Secuiesc, Sfântu Gheorghe | Cimec    |
|      | Aporia crataegi crataegi (Linnaeus, 1758)                                                     | Descoperit: jud. Arad, INEU Dimensiuni: L: 40 mm; LA: 58 mm                                  |           | Muzeul Național Secuiesc, Sfântu Gheorghe | Cimec    |
|      | Aporia crataegi crataegi (Linnaeus, 1758)                                                     | Descoperit: jud. Arad, INEU Dimensiuni: L: 29 mm; LA: 37 mm                                  |           | Muzeul Național Secuiesc, Sfântu Gheorghe | Cimec    |
|      | Aporia crataegi crataegi (Linnaeus, 1758)                                                     | Descoperit: jud. Arad, INEU Dimensiuni: L: 39 mm; LA: 55 mm                                  |           | Muzeul Național Secuiesc, Sfântu Gheorghe | Cimec    |
|      | Aporia crataegi crataegi (Linnaeus, 1758)                                                     | Descoperit: jud. Arad, INEU Dimensiuni: L: 32 mm; LA: 47 mm                                  |           | Muzeul Național Secuiesc, Sfântu Gheorghe | Cimec    |
|      | Aporia crataegi crataegi (Linnaeus, 1758)                                                     | Descoperit: jud. Arad, INEU Dimensiuni: L: 39 mm; LA: 53 mm                                  |           | Muzeul Național Secuiesc, Sfântu Gheorghe | Cimec    |
|      | Aporia crataegi crataegi (Linnaeus, 1758)                                                     | Descoperit: jud. Arad, INEU Dimensiuni: L: 40 mm; LA: 54 mm                                  |           | Muzeul Național Secuiesc, Sfântu Gheorghe | Cimec    |
|      | Aporia crataegi crataegi (Linnaeus, 1758)                                                     | Descoperit: jud. Arad, INEU Dimensiuni: L: 48 mm; LA: 54 mm                                  |           | Muzeul Național Secuiesc, Sfântu Gheorghe | Cimec    |
|      | Aporia crataegi crataegi (Linnaeus, 1758)                                                     | Descoperit: jud. Arad, INEU Dimensiuni: L: 43 mm; LA: 59 mm                                  |           | Muzeul Național Secuiesc, Sfântu Gheorghe | Cimec    |
|      | Aporia crataegi crataegi (Linnaeus, 1758)                                                     | Descoperit: jud. Arad, INEU Dimensiuni: L: 43 mm; LA: 59 mm                                  |           | Muzeul Național Secuiesc, Sfântu Gheorghe | Cimec    |
|      | Aporia crataegi crataegi (Linnaeus, 1758)                                                     | Descoperit: jud. Arad, INEU Dimensiuni: L: 40 mm; LA: 59 mm                                  |           | Muzeul Național Secuiesc, Sfântu Gheorghe | Cimec    |
|      | Aporia crataegi crataegi (Linnaeus, 1758)                                                     | Descoperit: jud. Arad, INEU Dimensiuni: L: 43 mm; LA: 63 mm                                  |           | Muzeul Național Secuiesc, Sfântu Gheorghe | Cimec    |
|      | Aporia crataegi crataegi (Linnaeus, 1758)                                                     | Descoperit: jud. Arad, INEU Dimensiuni: L: 40 mm; LA: 50 mm                                  |           | Muzeul Național Secuiesc, Sfântu Gheorghe | Cimec    |
|      | Aporia crataegi crataegi (Linnaeus, 1758)                                                     | Descoperit: jud. Arad, INEU Dimensiuni: L: 25 mm; LA: 42 mm                                  |           | Muzeul Național Secuiesc, Sfântu Gheorghe | Cimec    |
|      | Aporia crataegi crataegi (Linnaeus, 1758)                                                     | Descoperit: jud. Arad, INEU Dimensiuni: L: 44 mm; LA: 68 mm                                  |           | Muzeul Național Secuiesc, Sfântu Gheorghe | Cimec    |
|      | Aporia crataegi crataegi (Linnaeus, 1758)                                                     | Descoperit: jud. Arad, INEU Dimensiuni: L: 40 mm; LA: 57 mm                                  |           | Muzeul Național Secuiesc, Sfântu Gheorghe | Cimec    |
|      | Aporia crataegi crataegi (Linnaeus, 1758)                                                     | Descoperit: jud. Arad, INEU Dimensiuni: L: 30 mm; LA: 49 mm                                  |           | Muzeul Național Secuiesc, Sfântu Gheorghe | Cimec    |
|      | Aporia crataegi crataegi (Linnaeus, 1758)                                                     | Descoperit: jud. Arad, INEU Dimensiuni: L: 28 mm; LA: 38 mm                                  |           | Muzeul Național Secuiesc, Sfântu Gheorghe | Cimec    |
|      | Aporia crataegi crataegi (Linnaeus, 1758)                                                     | Descoperit: jud. Arad, INEU Dimensiuni: L: 35 mm; LA: 56 mm                                  |           | Muzeul Național Secuiesc, Sfântu Gheorghe | Cimec    |
|      | Aporia crataegi crataegi (Linnaeus, 1758)                                                     | Descoperit: jud. Arad, INEU Dimensiuni: L: 32 mm; LA: 49 mm                                  |           | Muzeul Național Secuiesc, Sfântu Gheorghe | Cimec    |
|      | Aporia crataegi crataegi (Linnaeus, 1758)                                                     | Descoperit: jud. Hunedoara, Munții Retezat Dimensiuni: L: 37 mm; LA: 56 mm                   |           | Muzeul Național Secuiesc, Sfântu Gheorghe | Cimec    |
|      | Aporia crataegi crataegi (Linnaeus, 1758)                                                     | Descoperit: jud. Hunedoara, Munții Retezat Dimensiuni: L: 35 mm; LA: 51 mm                   |           | Muzeul Național Secuiesc, Sfântu Gheorghe | Cimec    |
|      | Aporia crataegi crataegi (Linnaeus, 1758)                                                     | Descoperit: jud. Hunedoara, Munții Retezat Dimensiuni: L: 40 mm; LA: 54 mm                   |           | Muzeul Național Secuiesc, Sfântu Gheorghe | Cimec    |
|      | Aporia crataegi crataegi (Linnaeus, 1758)                                                     | Descoperit: jud. Hunedoara, Munții Retezat Dimensiuni: L: 35 mm; LA: 58 mm                   |           | Muzeul Național Secuiesc, Sfântu Gheorghe | Cimec    |
|      | Aporia crataegi crataegi (Linnaeus, 1758)                                                     | Descoperit: jud. Arad, INEU Dimensiuni: L: 30 mm; LA: 42 mm                                  |           | Muzeul Național Secuiesc, Sfântu Gheorghe | Cimec    |
|      | Aporia crataegi crataegi (Linnaeus, 1758)                                                     | Descoperit: jud. Vrancea, Muntele Goru Dimensiuni: L: 41 mm; LA: 57 mm                       |           | Muzeul Național Secuiesc, Sfântu Gheorghe | Cimec    |
|      | Aporia crataegi crataegi, f. augusta (Turati, 1905)                                           | Descoperit: jud. Arad, INEU Dimensiuni: L: 39 mm; LA: 58 mm                                  |           | Muzeul Național Secuiesc, Sfântu Gheorghe | Cimec    |
|      | Aporia crataegi crataegi, f. augusta (Turati, 1905)                                           | Descoperit: jud. Arad, INEU Dimensiuni: L: 36 mm; LA: 52 mm                                  |           | Muzeul Național Secuiesc, Sfântu Gheorghe | Cimec    |
|      | Aporia crataegi crataegi, f. augusta (Turati, 1905)                                           | Descoperit: jud. Arad, INEU Dimensiuni: L: 39 mm; LA: 55 mm                                  |           | Muzeul Național Secuiesc, Sfântu Gheorghe | Cimec    |
|      | Aporia crataegi crataegi, f. augusta (Turati, 1905)                                           | Descoperit: jud. Arad, INEU Dimensiuni: L: 39 mm; LA: 59 mm                                  |           | Muzeul Național Secuiesc, Sfântu Gheorghe | Cimec    |
|      | Aporia crataegi crataegi, f. augusta (Turati, 1905)                                           | Descoperit: jud. Arad, INEU Dimensiuni: L: 35 mm; LA: 54 mm                                  |           | Muzeul Național Secuiesc, Sfântu Gheorghe | Cimec    |
|      | Aporia crataegi crataegi, f. augusta (Turati, 1905)                                           | Descoperit: jud. Hunedoara, Munții Retezat Dimensiuni: L: 42 mm; LA: 55 mm                   |           | Muzeul Național Secuiesc, Sfântu Gheorghe | Cimec    |
|      | Aporia crataegi crataegi, f. augusta (Turati, 1905)                                           | Descoperit: jud. Hunedoara, Munții Retezat Dimensiuni: L: 38 mm; LA: 52 mm                   |           | Muzeul Național Secuiesc, Sfântu Gheorghe | Cimec    |
|      | Aporia crataegi crataegi, f. augusta (Turati, 1905)                                           | Descoperit: jud. Hunedoara, Munții Retezat Dimensiuni: L: 41 mm; LA: 58 mm                   |           | Muzeul Național Secuiesc, Sfântu Gheorghe | Cimec    |
|      | Leptidea sinapis (Linnaeus, 1758) ssp.diniensis (Boisduval, 1839)                             | Descoperit: jud. Arad, INEU Dimensiuni: L: 21 mm; LA: 34 mm                                  |           | Muzeul Național Secuiesc, Sfântu Gheorghe | Cimec    |
|      | Leptidea sinapis (Linnaeus, 1758) ssp.diniensis (Boisduval, 1839)                             | Descoperit: jud. Arad, INEU Dimensiuni: L: 21 mm; LA: 37 mm                                  |           | Muzeul Național Secuiesc, Sfântu Gheorghe | Cimec    |
|      | Leptidea sinapis (Linnaeus, 1758) ssp.diniensis (Boisduval, 1839)                             | Descoperit: jud. Arad, INEU Dimensiuni: L: 22 mm; LA: 36 mm                                  |           | Muzeul Național Secuiesc, Sfântu Gheorghe | Cimec    |
|      | Leptidea sinapis (Linnaeus, 1758) ssp.diniensis (Boisduval, 1839)                             | Descoperit: jud. Arad, INEU Dimensiuni: L: 20 mm; LA: 35 mm                                  |           | Muzeul Național Secuiesc, Sfântu Gheorghe | Cimec    |
|      | Leptidea sinapis (Linnaeus, 1758) ssp.diniensis (Boisduval, 1839)                             | Descoperit: jud. Arad, INEU Dimensiuni: L: 21 mm; LA: 38 mm                                  |           | Muzeul Național Secuiesc, Sfântu Gheorghe | Cimec    |
|      | Leptidea sinapis (Linnaeus, 1758) ssp.diniensis (Boisduval, 1839)                             | Descoperit: jud. Arad, INEU Dimensiuni: L: 21 mm; LA: 35 mm                                  |           | Muzeul Național Secuiesc, Sfântu Gheorghe | Cimec    |
|      | Leptidea sinapis (Linnaeus, 1758) ssp.diniensis (Boisduval, 1839)                             | Descoperit: jud. Arad, INEU Dimensiuni: L: 19 mm; LA: 34 mm                                  |           | Muzeul Național Secuiesc, Sfântu Gheorghe | Cimec    |
|      | Leptidea sinapis (Linnaeus, 1758) ssp.diniensis (Boisduval, 1839)                             | Descoperit: jud. Arad, INEU Dimensiuni: L: 23 mm; LA: 38 mm                                  |           | Muzeul Național Secuiesc, Sfântu Gheorghe | Cimec    |
|      | Leptidea sinapis (Linnaeus, 1758) ssp.diniensis (Boisduval, 1839)                             | Descoperit: jud. Arad, INEU Dimensiuni: L: 23 mm; LA: 38 mm                                  |           | Muzeul Național Secuiesc, Sfântu Gheorghe | Cimec    |
|      | Leptidea sinapis (Linnaeus, 1758) ssp.diniensis (Boisduval, 1839)                             | Descoperit: jud. Arad, INEU Dimensiuni: L: 20 mm; LA: 33 mm                                  |           | Muzeul Național Secuiesc, Sfântu Gheorghe | Cimec    |
|      | Leptidea sinapis (Linnaeus, 1758) ssp.diniensis (Boisduval, 1839)                             | Descoperit: jud. Arad, INEU Dimensiuni: L: 23 mm; LA: 38 mm                                  |           | Muzeul Național Secuiesc, Sfântu Gheorghe | Cimec    |
|      | Leptidea sinapis (Linnaeus, 1758) ssp.diniensis (Boisduval, 1839)                             | Descoperit: jud. Arad, INEU Dimensiuni: L: 20 mm; LA: 30 mm                                  |           | Muzeul Național Secuiesc, Sfântu Gheorghe | Cimec    |
|      | Leptidea sinapis (Linnaeus, 1758) ssp.diniensis (Boisduval, 1839)                             | Descoperit: jud. Arad, INEU Dimensiuni: L: 20 mm; LA: 31 mm                                  |           | Muzeul Național Secuiesc, Sfântu Gheorghe | Cimec    |
|      | Leptidea sinapis (Linnaeus, 1758) ssp.diniensis (Boisduval, 1839)                             | Descoperit: jud. Arad, INEU Dimensiuni: L: 20 mm; LA: 36 mm                                  |           | Muzeul Național Secuiesc, Sfântu Gheorghe | Cimec    |
|      | Leptidea sinapis (Linnaeus, 1758) ssp.diniensis (Boisduval, 1839)                             | Descoperit: jud. Arad, INEU Dimensiuni: L: 23 mm; LA: 36 mm                                  |           | Muzeul Național Secuiesc, Sfântu Gheorghe | Cimec    |
|      | Leptidea sinapis (Linnaeus, 1758) ssp.diniensis (Boisduval, 1839)                             | Descoperit: jud. Arad, INEU Dimensiuni: L: 20 mm; LA: 35 mm                                  |           | Muzeul Național Secuiesc, Sfântu Gheorghe | Cimec    |
|      | Leptidea sinapis (Linnaeus, 1758) ssp.diniensis (Boisduval, 1839)                             | Descoperit: jud. Arad, INEU Dimensiuni: L: 23 mm; LA: 35 mm                                  |           | Muzeul Național Secuiesc, Sfântu Gheorghe | Cimec    |
|      | Leptidea sinapis (Linnaeus, 1758) ssp.diniensis (Boisduval, 1839)                             | Descoperit: jud. Arad, INEU Dimensiuni: L: 21 mm; LA: 37 mm                                  |           | Muzeul Național Secuiesc, Sfântu Gheorghe | Cimec    |
|      | Leptidea sinapis (Linnaeus, 1758) ssp.diniensis (Boisduval, 1839)                             | Descoperit: jud. Arad, INEU Dimensiuni: L: 20 mm; LA: 34 mm                                  |           | Muzeul Național Secuiesc, Sfântu Gheorghe | Cimec    |
|      | Leptidea sinapis (Linnaeus, 1758) ssp.diniensis (Boisduval, 1839)                             | Descoperit: jud. Hunedoara, Munții Retezat Dimensiuni: L: 20 mm; LA: 34 mm                   |           | Muzeul Național Secuiesc, Sfântu Gheorghe | Cimec    |
|      | Leptidea sinapis (Linnaeus, 1758) ssp.diniensis (Boisduval, 1839)                             | Descoperit: jud. Arad, INEU Dimensiuni: L: 21 mm; LA: 37 mm                                  |           | Muzeul Național Secuiesc, Sfântu Gheorghe | Cimec    |
|      | Leptidea sinapis (Linnaeus, 1758) ssp.diniensis (Boisduval, 1839)                             | Descoperit: jud. Arad, INEU Dimensiuni: L: 23 mm; LA: 39 mm                                  |           | Muzeul Național Secuiesc, Sfântu Gheorghe | Cimec    |
|      | Leptidea sinapis (Linnaeus, 1758) ssp.diniensis (Boisduval, 1839)                             | Descoperit: jud. Arad, INEU Dimensiuni: L: 21 mm; LA: 35 mm                                  |           | Muzeul Național Secuiesc, Sfântu Gheorghe | Cimec    |
|      | Leptidea sinapis (Linnaeus, 1758) ssp.diniensis (Boisduval, 1839)                             | Descoperit: jud. Hunedoara, Munții Retezat Dimensiuni: L: 25 mm; LA: 40 mm                   |           | Muzeul Național Secuiesc, Sfântu Gheorghe | Cimec    |
|      | Leptidea sinapis (Linnaeus, 1758) ssp.diniensis (Boisduval, 1839)                             | Descoperit: jud. Hunedoara, Munții Retezat Dimensiuni: L: 24 mm; LA: 41 mm                   |           | Muzeul Național Secuiesc, Sfântu Gheorghe | Cimec    |
|      | Leptidea sinapis (Linnaeus, 1758) ssp.diniensis (Boisduval, 1839)                             | Descoperit: jud. Hunedoara, Munții Retezat Dimensiuni: L: 20 mm; LA: 41 mm                   |           | Muzeul Național Secuiesc, Sfântu Gheorghe | Cimec    |
|      | Leptidea sinapis (Linnaeus, 1758) ssp.diniensis (Boisduval, 1839)                             | Descoperit: jud. Hunedoara, Munții Retezat Dimensiuni: L: 23 mm; LA: 37 mm                   |           | Muzeul Național Secuiesc, Sfântu Gheorghe | Cimec    |
|      | Leptidea sinapis (Linnaeus, 1758) ssp.diniensis (Boisduval, 1839)                             | Descoperit: jud. Hunedoara, Munții Retezat Dimensiuni: L: 20 mm; LA: 36 mm                   |           | Muzeul Național Secuiesc, Sfântu Gheorghe | Cimec    |
|      | Leptidea sinapis (Linnaeus, 1758) ssp.diniensis (Boisduval, 1839)                             | Descoperit: jud. Hunedoara, Munții Retezat Dimensiuni: L: 24 mm; LA: 39 mm                   |           | Muzeul Național Secuiesc, Sfântu Gheorghe | Cimec    |
|      | Leptidea sinapis (Linnaeus, 1758) ssp.diniensis (Boisduval, 1839)                             | Descoperit: jud. Hunedoara, Munții Retezat Dimensiuni: L: 22 mm; LA: 39 mm                   |           | Muzeul Național Secuiesc, Sfântu Gheorghe | Cimec    |
|      | Leptidea sinapis (Linnaeus, 1758) ssp.diniensis (Boisduval, 1839)                             | Descoperit: jud. Hunedoara, Munții Retezat Dimensiuni: L: 23 mm; LA: 37 mm                   |           | Muzeul Național Secuiesc, Sfântu Gheorghe | Cimec    |
|      | Leptidea sinapis (Linnaeus, 1758) ssp.diniensis (Boisduval, 1839)                             | Descoperit: jud. Hunedoara, Munții Retezat Dimensiuni: L: 24 mm; LA: 37 mm                   |           | Muzeul Național Secuiesc, Sfântu Gheorghe | Cimec    |
|      | Leptidea sinapis (Linnaeus, 1758) ssp.diniensis (Boisduval, 1839)                             | Descoperit: jud. Hunedoara, Munții Retezat Dimensiuni: L: 23 mm; LA: 36 mm                   |           | Muzeul Național Secuiesc, Sfântu Gheorghe | Cimec    |
|      | Leptidea sinapis (Linnaeus, 1758) ssp.diniensis (Boisduval, 1839)                             | Descoperit: jud. Harghita, Munții Harghita Dimensiuni: L: 22 mm; LA: 35 mm                   |           | Muzeul Național Secuiesc, Sfântu Gheorghe | Cimec    |
|      | Leptidea sinapis (Linnaeus, 1758) ssp.diniensis (Boisduval, 1839)                             | Descoperit: jud. Harghita, Munții Harghita Dimensiuni: L: 20 mm; LA: 36 mm                   |           | Muzeul Național Secuiesc, Sfântu Gheorghe | Cimec    |
|      | Leptidea sinapis (Linnaeus, 1758) ssp.diniensis (Boisduval, 1839)                             | Descoperit: jud. Harghita, TUȘNAD Dimensiuni: L: 23 mm; LA: 40 mm                            |           | Muzeul Național Secuiesc, Sfântu Gheorghe | Cimec    |
|      | Leptidea sinapis (Linnaeus, 1758) ssp.diniensis (Boisduval, 1839)                             | Descoperit: jud. Covasna, COMANDĂU Dimensiuni: L: 23 mm; LA: 38 mm                           |           | Muzeul Național Secuiesc, Sfântu Gheorghe | Cimec    |
|      | Agrius convolvuli (Linnaeus, 1758)                                                            | Descoperit: jud. Arad, INEU Dimensiuni: L: 48 mm; La: 108 mm                                 |           | Muzeul Național Secuiesc, Sfântu Gheorghe | Cimec    |
|      | Agrius convolvuli (Linnaeus, 1758)                                                            | Descoperit: jud. Arad, INEU Dimensiuni: L: 35 mm; La: 76 mm                                  |           | Muzeul Național Secuiesc, Sfântu Gheorghe | Cimec    |
|      | Agrius convolvuli (Linnaeus, 1758)                                                            | Descoperit: jud. Arad, INEU Dimensiuni: L: 38 mm; La: 79 mm                                  |           | Muzeul Național Secuiesc, Sfântu Gheorghe | Cimec    |
|      | Agrius convolvuli (Linnaeus, 1758)                                                            | Descoperit: jud. Arad, INEU Dimensiuni: L: 48 mm; La: 100 mm                                 |           | Muzeul Național Secuiesc, Sfântu Gheorghe | Cimec    |
|      | Agrius convolvuli (Linnaeus, 1758)                                                            | Descoperit: jud. Hunedoara, Munții Retezat Dimensiuni: L: 46 mm; La: 112 mm                  |           | Muzeul Național Secuiesc, Sfântu Gheorghe | Cimec    |
|      | Agrius convolvuli (Linnaeus, 1758)                                                            | Descoperit: jud. Timiș, LOVRIN Dimensiuni: L: 52 mm; La: 103 mm                              |           | Muzeul Național Secuiesc, Sfântu Gheorghe | Cimec    |
|      | Agrius convolvuli (Linnaeus, 1758)                                                            | Descoperit: jud. Arad, INEU Dimensiuni: L: 47 mm; La: 109 mm                                 |           | Muzeul Național Secuiesc, Sfântu Gheorghe | Cimec    |
|      | Agrius convolvuli (Linnaeus, 1758)                                                            | Descoperit: jud. Arad, INEU Dimensiuni: L: 50 mm; La: 107 mm                                 |           | Muzeul Național Secuiesc, Sfântu Gheorghe | Cimec    |
|      | Sphinx ligustri ligustri (Linnaeus, 1758)                                                     | Descoperit: jud. Arad, INEU Dimensiuni: L: 37 mm; La: 100 mm                                 |           | Muzeul Național Secuiesc, Sfântu Gheorghe | Cimec    |
|      | Sphinx ligustri ligustri (Linnaeus, 1758)                                                     | Descoperit: jud. Timiș, LOVRIN Dimensiuni: L: 39 mm; La: 84 mm                               |           | Muzeul Național Secuiesc, Sfântu Gheorghe | Cimec    |
|      | Sphinx ligustri ligustri (Linnaeus, 1758)                                                     | Descoperit: jud. Timiș, LOVRIN Dimensiuni: L: 39 mm; La: 86 mm                               |           | Muzeul Național Secuiesc, Sfântu Gheorghe | Cimec    |
|      | Sphinx ligustri ligustri (Linnaeus, 1758)                                                     | Descoperit: jud. Arad, INEU Dimensiuni: L: 35 mm; La: 85 mm                                  |           | Muzeul Național Secuiesc, Sfântu Gheorghe | Cimec    |
|      | Sphinx ligustri ligustri (Linnaeus, 1758)                                                     | Descoperit: jud. Timiș, LOVRIN Dimensiuni: L: 39 mm; La: 95 mm                               |           | Muzeul Național Secuiesc, Sfântu Gheorghe | Cimec    |
|      | Sphinx ligustri ligustri (Linnaeus, 1758)                                                     | Descoperit: jud. Timiș, LOVRIN Dimensiuni: L: 27 mm; La: 69 mm                               |           | Muzeul Național Secuiesc, Sfântu Gheorghe | Cimec    |
|      | Hyloicus pinastri pinastri (Linnaeus, 1758)                                                   | Descoperit: jud. Arad, INEU Dimensiuni: L: 34 mm; La: 87 mm                                  |           | Muzeul Național Secuiesc, Sfântu Gheorghe | Cimec    |
|      | Hyloicus pinastri pinastri (Linnaeus, 1758)                                                   | Descoperit: jud. Arad, INEU Dimensiuni: L: 35 mm; La: 75 mm                                  |           | Muzeul Național Secuiesc, Sfântu Gheorghe | Cimec    |
|      | Agrius convolvuli (Linnaeus, 1758)                                                            | Descoperit: jud. Timiș, LOVRIN Dimensiuni: L: 49 mm; La: 110 mm                              |           | Muzeul Național Secuiesc, Sfântu Gheorghe | Cimec    |
|      | Agrius convolvuli (Linnaeus, 1758)                                                            | Descoperit: jud. Arad, INEU Dimensiuni: L: 53 mm; La: 115 mm                                 |           | Muzeul Național Secuiesc, Sfântu Gheorghe | Cimec    |
|      | Agrius convolvuli (Linnaeus, 1758)                                                            | Descoperit: jud. Hunedoara, Munții Retezat Dimensiuni: L: 47 mm; La: 99 mm                   |           | Muzeul Național Secuiesc, Sfântu Gheorghe | Cimec    |
|      | Agrius convolvuli (Linnaeus, 1758)                                                            | Descoperit: jud. Arad, INEU Dimensiuni: L: 43 mm; La: 110 mm                                 |           | Muzeul Național Secuiesc, Sfântu Gheorghe | Cimec    |
|      | Agrius convolvuli (Linnaeus, 1758)                                                            | Descoperit: jud. Arad, INEU Dimensiuni: L: 44 mm; La: 96 mm                                  |           | Muzeul Național Secuiesc, Sfântu Gheorghe | Cimec    |
|      | Agrius convolvuli (Linnaeus, 1758)                                                            | Descoperit: jud. Mehedinți, MALOVĂȚ Dimensiuni: L: 52 mm; La: 106 mm                         |           | Muzeul Național Secuiesc, Sfântu Gheorghe | Cimec    |
|      | Agrius convolvuli (Linnaeus, 1758)                                                            | Descoperit: jud. Hunedoara, Munții Retezat Dimensiuni: L: 49 mm; La: 110 mm                  |           | Muzeul Național Secuiesc, Sfântu Gheorghe | Cimec    |
|      | Mimas tiliae tiliae (Linnaeus, 1758)                                                          | Descoperit: jud. Arad, INEU Dimensiuni: L: 27 mm; La: 63 mm                                  |           | Muzeul Național Secuiesc, Sfântu Gheorghe | Cimec    |
|      | Mimas tiliae tiliae (Linnaeus, 1758)                                                          | Descoperit: jud. Arad, INEU Dimensiuni: L: 24 mm; La: 63 mm                                  |           | Muzeul Național Secuiesc, Sfântu Gheorghe | Cimec    |
|      | Mimas tiliae tiliae (Linnaeus, 1758)                                                          | Descoperit: jud. Arad, INEU Dimensiuni: L: 23 mm; La: 56 mm                                  |           | Muzeul Național Secuiesc, Sfântu Gheorghe | Cimec    |
|      | Mimas tiliae tiliae (Linnaeus, 1758)                                                          | Descoperit: jud. Arad, INEU Dimensiuni: L: 23 mm; La: 63 mm                                  |           | Muzeul Național Secuiesc, Sfântu Gheorghe | Cimec    |
|      | Mimas tiliae tiliae (Linnaeus, 1758)                                                          | Descoperit: jud. Arad, INEU Dimensiuni: L: 25 mm; La: 61 mm                                  |           | Muzeul Național Secuiesc, Sfântu Gheorghe | Cimec    |
|      | Mimas tiliae tiliae (Linnaeus, 1758)                                                          | Descoperit: jud. Arad, INEU Dimensiuni: L: 21 mm; La: 59 mm                                  |           | Muzeul Național Secuiesc, Sfântu Gheorghe | Cimec    |
|      | Mimas tiliae tiliae (Linnaeus, 1758)                                                          | Descoperit: jud. Arad, INEU Dimensiuni: L: 29 mm; La: 68 mm                                  |           | Muzeul Național Secuiesc, Sfântu Gheorghe | Cimec    |
|      | Mimas tiliae tiliae (Linnaeus, 1758)                                                          | Descoperit: jud. Arad, INEU Dimensiuni: L: 25 mm; La: 70 mm                                  |           | Muzeul Național Secuiesc, Sfântu Gheorghe | Cimec    |
|      | Mimas tiliae tiliae (Linnaeus, 1758)                                                          | Descoperit: jud. Arad, INEU Dimensiuni: L: 32 mm; La: 69 mm                                  |           | Muzeul Național Secuiesc, Sfântu Gheorghe | Cimec    |
|      | Mimas tiliae tiliae (Linnaeus, 1758)                                                          | Descoperit: jud. Arad, INEU Dimensiuni: L: 26 mm; La: 67 mm                                  |           | Muzeul Național Secuiesc, Sfântu Gheorghe | Cimec    |